# 桑原征平
桑原 征平（くわばら しょうへい、1944年〈昭和19年〉5月14日 - ）は、日本のフリーアナウンサー、タレント、司会者、ラジオパーソナリティ。ニックネームは「征平さん」（もしくは「征平ちゃん」）で、2015年度からは種智院大学人文学部の客員教授を務める。
1969年8月から2004年5月までは、アナウンサーとして関西テレビに勤務。2004年度から2014年度までは、アナウンサーとして活動するかたわら、大阪芸術大学で客員教授や教授を歴任した。また、一時は「丹後ふるさと観光大使」（京都府）も務めていた。

## 来歴
京都府京都市右京区西院の出身で、京都で「水泳一家」として知られた家庭の三男として出生した。
高校進学の際には、2人の兄の母校でもある京都市立西京高等学校商業科を受験するも不合格。結局、私立京都西高等学校（現在は京都外大西高等学校）を経て、2人の兄の母校でもある成城大学経済学部に進学した。
学生時代には、競泳や水球の選手として活躍。男子200mバタフライでは京都府の中学生記録を5年間保持していたほか、中学校時代には同種目で東京オリンピック（1964年）の日本代表候補選手になったこともある。高校時代にも3年連続で、国民体育大会の競泳・バタフライ種目に京都府代表で出場している。
中学校時代の同級生に、山本忠男（元・南海ホークス内野手・コーチ、三星ライオンズコーチ・監督）や桧山進次郎（元・阪神タイガース外野手）の伯母などがいる。桧山本人も、出身小学校の後輩である。京都西高校水泳部の同期生にお笑い芸人・宮川大輔（以下「大輔」と略記）の実父、成城大学水球部時代の同期生にピン芸人・TAIGAの実父がいた関係で、大輔やTAIGAとも幼少期から親しい。

### 酒問屋の営業マン・水球の選手からアナウンサーへ
成城大学を卒業後は、当時「黄桜クラブ」という水球部を擁していた黄桜酒造からの預かり社員として、髙島屋と縁の深い大阪市内の酒問屋・祭原（さいはら、2001年に菱食へ吸収合併、現在は三菱食品）に入社。かつて南海の選手だった上司に仕えながら、酒やクーポンサービスの営業マンとして勤務するとともに、社長の仲人によってTAIGAの実父（前述）のいとこ（現在の妻）と結婚した。また、「黄桜クラブ」の選手として、水球の全日本選手権で優勝している。
しかし、結婚1ヶ月後の営業活動中に、休憩のつもりで立ち寄った大阪ガスビル内の喫茶店で「サンケイスポーツ」の関西テレビアナウンサー募集記事を偶然目にした。この一件をきっかけに、妻や祭原の関係者に内緒で、同局の中途採用試験へ挑戦。1969年（昭和44年）8月に、約750人の応募者の中から、杉山一雄とともに同局に採用された。初の中途採用アナウンサーで、この年の新卒採用社員には、上沼真平（上沼恵美子の夫、元プロデューサー）、千草宗一郎（元社長）、荒田静彦（元カメラマン、のち系列局・鹿児島テレビ放送の社長）などがいる。
桑原が同局の中途採用試験を受けた1969年は、正社員の定期採用を実施しなかった。しかし、地元で大阪万博の開催を控えていたことや、同じフジネットワークへの加盟を前提にしたUHF局の開局が九州で相次いだことから方針を転換。大阪万博に関する自社制作番組への出演や、九州のUHF新局への派遣 を視野に、アナウンサーを大量に確保する必要に迫られていた。
「テレビ局見学のつもりで受験した」という桑原は、受験資格に「標準語を話せる者」との条件がありながら、最終面談（6次試験）で社長から「自分自身の欠点は?」と聞かれて「欠点は標準語が話せないこと」と回答。しかし、試験官を務めた角倉節朗（当時の制作担当常務）から、「（桑原の話す）京都弁こそ100年前までは標準語だった」「おもろいやっちゃ（面白い奴だ）」という言葉を掛けられた。結局、人事部長から「研修の3ヶ月間で標準語のアクセントを身に付けられなければ（祭原への在籍中と同じ）営業職へ異動」という趣旨の同意書に一筆記すことを条件に、アナウンサーとして採用された。
ちなみに、同局のアナウンサー試験を受けたことを妻や祭原の関係者に打ち明けたのは、採用の通知後であった。当時の祭原の社長からは転職を強く反対されたため、入社の条件であった祭原の退社証明書を同社から発行してもらうために、先代社長の親戚筋へ周到な根回しを重ねたという。

### 関西テレビアナウンサー時代
桑原は入社直後から、「どうにかしてアナウンス室にとどまりたい」との一心で、自分へ仕事を回すよう制作部の部長へ直談判。自身の顔が出ない番宣番組で和田アキ子・笑福亭仁鶴（いずれも当時関西テレビで制作していた連続ドラマ『世の中さかさま』のメインキャスト）へのインタビュアーを任されたことを皮切りに、（通常はアシスタントディレクターや若手芸人が担当する）公開放送の前説や、本社で撮影していた江原真二郎出演のドラマ（タイトル不詳）のエキストラなどを務めながら、顔出しで番組へ出演する機会を徐々に増やした。
その一方で、入社2年目（1970年）に開かれた大阪万博は、中途採用の本来の目的であったアナウンサーとしてではなく、会場内で
取材スタッフの移動用に稼働させていた電気自動車の運転手として迎えた。関西テレビや他のフジテレビ系列局の重役がこの自動車に乗る機会も多かったため、実際にはガイド役を兼ねていた。
桑原の名が全国に知られるようになったのは、関西テレビ制作の全国ネット番組『ハイ!土曜日です』にレギュラーで出演してからである。当初はスタジオアシスタントに過ぎなかったが、1975年（昭和50年）から毎週担当したVTR取材コーナー『征平の挑戦』において、日本各地や世界各国で体当たりレポートを敢行（後述）。危険を顧みないほどのバイタリティ、喜怒哀楽を露わにしたリアクション、濁声の絶叫などで全国に名を知られるようになった。本人が後年回顧したところによれば、大阪万博会場での電気自動車の運転を通じて系列局の関係者と数多く知り合えたことも、全国規模の活動につながったという。
1976年（昭和51年）4月から1977年（昭和52年）3月までは、関西テレビと関連会社・ラジオ大阪（OBC）による相互交流企画の一環として、当時の関西テレビアナウンサーから唯一ラジオ大阪の番組にレギュラーで出演。『みんなでみんなでリクエスト バンザイ!歌謡曲』（同局が当時阪神百貨店梅田本店内のサテライトスタジオから放送していた生ワイド番組）の木曜日に、浅川美智子とともにパーソナリティを務めた。
『ハイ!土曜日です』の終了後も、後継番組の『DOサタデー』『モーニングスタジオ・土曜!100%』（以下『土曜100%』と略記）や、関西テレビ制作・全国ネットのクイズ番組『クイズDEデート』で司会を担当した。1985年（昭和60年）4月からは、その人気に注目したフジテレビ（関西テレビのキー局）からの強い要請で、アナウンサーのまま東京支社編成部へ異動（後述）。1987年（昭和62年）3月までの2年間、フジテレビ制作の全国ネット番組『おはよう!ナイスデイ』で司会を務めた。この時期には、近畿地方で大きな事件やブームが続発。単身で東京へ赴任していた桑原も、実際には取材リポーターとして頻繁に関西へ戻っていた。
1987年4月に本社へ復帰してからは、『ハイ!土曜日です』の放送枠で、『土曜大好き!830』『土曜ぴーぷる』の司会を担当。『めざましテレビ』の中継コーナーにリポーターとしてレギュラーで出演するなど、全国ネット・関西ローカルを問わず、関西テレビの看板アナウンサーとして情報・バラエティ番組を中心に活躍した。1990年3月末に毎日放送で放送された『あどりぶランド』（同局アナウンサー総出演のテレビ番組）300回記念スペシャルには、杉山や中島優子（いずれも当時の同僚アナウンサー）とともに、局の垣根を越えてゲストで出演している。
また、横山ノックが参議院議員選挙や大阪府知事選挙への出馬で『ノックは無用!』（関西ローカル向けの生放送による冠番組）への出演を見合わせた期間には、公職選挙法対策の一環でノックに代わって登場（詳細後述、番組名もこの期間のみ『ロックは無用!』に変更）。『ノックは無用!』でも、ノックが大阪府知事へ就任した1995年4月から、公務などで多忙なノックに代わって司会を一時務めていた。
2004年4月から大阪芸術大学の客員教授へ就任した後に、同年5月14日で関西テレビを定年退職。当時の定年は60歳であったが、杉本清（競馬実況で知られた先輩アナウンサー）に次ぐ歴代2人目の「局長待遇ゼネラルエキスパートアナウンサー」（管理職扱いの専門職）として、関西テレビでのアナウンサー生活を全うした。関西テレビのアナウンサーで専門職にまで登り詰めたのは、2024年の時点でも杉本と桑原のみで、2人には「新卒採用で入社せず、入社後も定時ニュースを担当する機会がほとんどなかった」という共通項が認められる。
関西テレビでは、桑原の退職翌日（5月15日）に、前代未聞の定年退職記念特別番組『さらば征平・最後の挑戦!』を生放送。後輩のアナウンサーや、『土曜大好き!830』で共演した板東英二や香坂みゆきなどをスタジオに迎えて、『征平の挑戦!』のダイジェストや定年間際での挑戦（東尋坊からのダイビングやマチュ・ピチュでのグッバイボーイ経験など）の模様を放送した。同番組は、関西ローカルでの放送ながら、2004年度の日本民間放送連盟賞でテレビ番組部門のエンターテインメント番組最優秀賞を受賞した。関西テレビ制作の番組としては初めての受賞で、視聴者からも大きな反響があったため、以降も4度にわたって放送している。その一方で、アナウンサー一筋で関西テレビの定年を迎えたことに対して、日本放送作家協会から第13回（2003年度）関西ディレクター大賞の特別賞を授与された。

### フリーアナウンサーへの転身後
桑原は、関西テレビからの定年退職の前後に、ライバル局の朝日放送（現在の朝日放送テレビ）やテレビ大阪（TVO）からテレビ番組へのレギュラー出演を打診。テレビ大阪では、関西テレビからの退職を機に、『征平・宮根のヨソ様の事情』（朝日放送〈所属当時〉を退社したばかりの宮根誠司との共同司会によるレギュラー番組）を放送することが内定していた。しかし、TVOからのプレスリリースで事情を知った当時の関西テレビ社長・出馬迪男が、桑原に対して定年退職後から5年間の専属出演契約を提案。その結果として、TVO制作番組への出演を容認することを条件に「メディアプルポ（同局の関連会社）所属のゼネラル・エキスパート・アナウンサー」扱いで関西テレビの番組出演を優先する契約を結んだ。
上記の経緯から、関西テレビでは契約期間満了の2009年まで、アナウンス室に桑原専用のデスクを設置。テレビ大阪では2005年4月から、関西ローカルの冠番組（『征平・宮根のヨソ様の事情』→『征平・宮根のクチコミぃ!?』）で、宮根と共に司会兼リポーターを務めていた。さらに、当時テレビ・ラジオ兼営局であった朝日放送では、上記の契約がラジオ番組への出演にまで及ばないことに着目（後述）。退職直後の2004年6月から、ラジオ放送部門（現在の朝日放送ラジオ）が制作する番組のパーソナリティへ桑原を起用するとともに、ラジオでは自身初めての冠番組として『桑原征平粋も甘いも』（以下『粋甘』と略記）の放送を開始した。
その一方で、関西テレビからの定年退職直後には個人事務所を設立。妻が代表を務めていたが、桑原曰く「（仕事で受け取ったギャランティなどの）お金の流れを妻に見抜かれるのはかなわない」との理由で解散させたという。解散後はどの事務所にも所属していないが、関西テレビのアナウンサー時代から依頼の多い講演については、解散前に続いて複数の講師斡旋会社から請け負っている。
テレビ番組については、『征平・宮根のクチコミぃ!?』へ出演していた2006年に、テレビ東京系列で1月2日に放送された正月特別番組『第2回全日本パフォーマンス人文字大賞』でテレビ大阪チームのリポーターとして登場。フジテレビ以外の在京テレビ局が制作する全国ネット番組へ初めて出演した。しかし近年は、出演番組を関西ローカルに限定。2009年4月から半年間『アップ&UP!』（当時関西テレビで放送されていた情報番組）のリポーターを務めたことを最後に、レギュラー出演の機会が途絶えている。
ラジオ番組では2004年10月から、『粋甘』を「ラジオのゴールデンタイム」とされる平日昼間の生ワイド番組へ移行した。現在では、週2回放送の『粋甘』に加えて、『征平・吉弥の土曜も全開!!』（土曜日の生ワイド番組、以下『土曜も全開』と略記）や『征平・あさおのどす恋ラジオ』（事前収録による平日夕方のラジオショッピング番組、以下『どす恋ラジオ』）でもパーソナリティを担当。2015年9月までの『どす恋ラジオ』では、「征太郎（しょうたろう）」というキャラクターで、パートナー・高野あさおとの掛け合いによるショートコントを披露していた。2011年と2014年には、同局の看板番組『おはようパーソナリティ道上洋三です』で、夏期休暇中の道上洋三の代役としてメインパーソナリティを担当。同局の制作番組では新年最初の生放送番組になる『新春スーパーワイド』では、2013年から第1部（5:00 - 11:00）のメインパーソナリティに起用されている。
2012年には、フリーアナウンサーに転身してから3019日を経過した9月12日に、転身後初の著書として『3019（さんれいいちきゅう）桑原征平』を発売。また、宮川大輔の一族を取り上げた『ファミリーヒストリー』（10月8日にNHK総合テレビで放送）の証言ゲストとして、NHKの番組に初めて登場した。
2014年の誕生日で70歳に達したため、同年度限りで大阪芸術大学を定年退職。2015年には、3月15日に万博記念公園で開催の「ABCラジオ スプリングフェスタ2015」で「公開断髪式」に臨んだ（詳細後述）。同年4月以降は、フリーアナウンサーとしての活動と並行しながら、地元・京都にある種智院大学の社会福祉学部で客員教授を務める。同年7月には、メインパーソナリティを務める『粋甘』が、2015年日本民間放送連盟賞の近畿地区・ラジオ生ワイド部門最優秀賞を受賞した。
75歳の誕生日（5月）、ABCラジオでのパーソナリティ生活15年（6月）、アナウンサー生活50年（8月）を相次いで迎えた2019年には、『粋甘』と『土曜も全開!!』の合同プロジェクトによる2部構成の有料イベントとして、9月13日（金曜日）にあましんアルカイックホール・オクト（兵庫県尼崎市）で「桑原征平生前葬～甦生（よみがえり）の儀～」を開催した（詳細後述）。80歳の誕生日を迎えたことに加えて、ABCラジオでのパーソナリティ生活が20年目に入った2024年にも、「桑原征平生誕80年&ABCラジオ降臨20周年スペシャルパーティー『イッツ・征タイム!!』」を7月5日（金曜日）にリーガロイヤルホテルで開いている。

## 趣味・人物
- 趣味は、全国各地の温泉巡りと、世界各地の石やHOゲージで走行できる模型車両（主にメルクリン社製の鉄道模型）の収集。『征平・宮根のクチコミぃ!?』の温泉ロケでは、入浴中にお湯を指で少し舐めただけで、お湯のおおよそのpHを当てる特技を度々披露していた。
  - 温泉巡りについては、2016年2月までに、600ヶ所以上の温泉を訪問。関西テレビのアナウンサー時代に、「征平の挑戦」のロケ直後に入ったという奥鬼怒温泉を、「最高の温泉」に挙げている。
  - 温泉巡りを始めたきっかけは、成城大学水球部での活動にある。征平によれば、野沢温泉にあった温水プールで合宿を実施していたことや、日本各地の高校生に対するスカウティング中に温泉地へたびたび宿泊していたことが影響しているという。
  - 関西テレビのアナウンサー時代には、リポーターを担当した番組で、日本国内の温泉地をロケ地にたびたび指定していた。同局が社員の保養所として使用していた白浜温泉内のマンションの1室を売却した際には、9名の社員（当時プロデューサーだった梁典雄など）と共同でその部屋を購入。管理費を共同で負担しながら、別荘代わりに使っていた（現在は売却済）。
  - HOゲージに興味を持ち始めたのは関西テレビへの入社後で、当時の同僚（プロデューサー）の影響による。第一子（後述する長女の菜穂子）を授かるまでは、当時住んでいた自宅の一室（六畳間）にHOゲージの線路を組んで、模型の車両を走らせていたという。菜穂子の出生後には、現在の自宅（後述）の地下室で線路の再敷設を試みた時期もあったが、おおむね模型車両の収集と鑑賞にとどめている。
- 京都での学生時代には、名門のスイミングクラブとして知られる「京都踏水会（とうすいかい）」に通いながら、水泳の腕を上げた。現在でも週に3日は、自宅近くのスポーツクラブのプールを利用。自分でタイムを計り、それと同時にプールを全速力で泳ぐことによって、アナウンスに必要な心肺機能や舌の筋力を鍛えているという[13]。また、関西テレビのアナウンサー時代に番組取材を通じてヨガを体験したことをきっかけに、就寝前のヨガを日課にしている。
  - 71歳だった2015年12月9日（水曜日）には、長岡スイミングスクール[14]（京都府長岡京市）内のプールで、『征平・吉弥の土曜も全開!!』の特別企画「どちそそ・冬の陣〜どっちが勝てるでSHOW〜」として50m自由形のタイムトライアルで桂吉弥（当時44歳）と対決。『粋甘』の本番終了後に対決へ臨んだにもかかわらず、タイムは36秒37で、37秒50の吉弥を上回った[15]。
  - 長年にわたってマスターズ水泳への出場を固辞してきたが、73歳だった2017年7月には、「1回限り」という条件で第34回日本マスターズ水泳選手権大会（東和薬品RACTABドーム）・70歳以上の部2種目に出場。男子25mバタフライで優勝（タイムは17秒21）、男子50m自由形で2位（タイムは35秒21）という好成績を残した。
- コーヒー、紅茶、牛肉（ハンバーガーなど）が好きな一方で、酒問屋の祭原に勤務した経験を持つにもかかわらず、酒を一滴も嗜まない。また、幼少期から豚肉・鶏肉・松茸をほとんど食べない一方で、ふんどしを着用しているという。
  - 紅茶を嗜むようになったきっかけは、京都西高校へ在学中の1962年に堀江謙一が小型ヨットによる単独無寄港太平洋横断を成功させた後に日本へ帰国した際の中継をラジオで聞いたことにある。堀江が帰国後に著した『太平洋ひとりぼっち』で、「リプトンの紅茶を飲みながら太平洋上に沈む夕陽をヨットから眺めることが、単独航海の孤独を癒やす唯一のひとときであった」とされるエピソードに感化されたという。
  - 桑原家では征平の親の代から豚肉や鶏肉を敬遠しているが、征平自身は成人してから、豚肉の入った餃子や鶏肉の唐揚げを辛うじて食べられるようになったという。
- プロボクシング、プロ野球、プロレスの観戦が好きで、『Sports Graphic Number』を愛読。メジャーリーグへの関心も高い[16]。大阪市内で開催されるプロボクシングのタイトルマッチ（井岡一翔や長谷川穂積などが出場する試合）を在京の民放テレビ局が全国に向けて中継する場合には、朝日放送関係者の勧めによって、リング付近の招待席で観戦する桑原の様子が中継映像で見られることもあった。
  - 少年時代からのボクシング好きが高じて、関西テレビへの入社直後には、スポーツ中継を担当するプロデューサーに対して「（本業の）アナウンスでなくても構わないので、（同局が制作を担当する）ボクシング世界戦の全国向け中継で何か仕事をさせて欲しい」と直談判。その結果、入社1ヶ月目にあった中継で、先輩のスポーツアナウンサー・塩田利幸のアシスタント（塩田が担当した勝者インタビュー用マイクのケーブル裁き）を務めた。
    - 桑原自身は、「アナウンサーは出演するテレビ番組で顔や名前を知られてこそナンボ（価値がある）」という考えから、スポーツ実況の道を志したことが一切なかったという。それでも、上記の関心や過去の経歴を熟知しているスタッフからの依頼で、以降も全国ネット向けのスポーツ関連番組に携わることがあった。
      - 1974年11月28日には、関西テレビのスタジオから『スター千一夜』（フジテレビ制作・全国ネット番組）に生出演。当時のWBC世界ライト級チャンピオンで、放送の直前に大阪府立体育会館のタイトル防衛戦でロドルフォ・ゴンザレスに勝利したばかりのガッツ石松のインタビュアーを務めた。両局がこの試合のテレビ中継を担当したことを背景に、桑原がスポーツアナウンサーではないにもかかわらずボクシングに詳しいことを知っていた王東順（当時は同番組のプロデューサー）が、桑原を直々に指名したことによる。
      - 1993年に神戸市で開かれた第4回パンパシフィック水泳選手権では、フジテレビからの依頼による報道素材の収録に際して、「地元局（関西テレビ）のアナウンサーで水泳の選手経験者」という理由だけで一部の種目の実況を任された。実況音声自体は『プロ野球ニュース』（当時は地上波の全国ネット番組）で放送されたものの、生中継を実施していたNHK総合テレビの放送席の隣で収録していたため、NHKのスタッフからクレームが付く一幕があったという。桑原の実況中の声量が大きく、NHKの放送席にまで響いていたことによる。

    - 80代に入った直後（2024年6月19日放送分）の『粋甘』で朝日放送テレビの新人（2024年度の新卒採用）アナウンサー（中村想人と大石紗椰）を迎えた際に、中村が（出演の時点で日本国内に7人しかいなかった）「日本ボクシングコミッション（WBC）公認リングアナウンサー」の資格を保有していることを知ってからは、「日本で8人目にして現役最高齢のWBC公認リングアナウンサーになること」を新たな目標に掲げている。

  - NPBの球団については、実父が南海ファンだった影響で、京都での学生時代まではもっぱら南海を応援[17]。しかし、関西テレビへの入社直後に太田幸司が近鉄バファローズへ入団したことをきっかけに、近鉄→大阪近鉄バファローズのファンになった。現在は、東北楽天ゴールデンイーグルス（大阪近鉄出身の礒部公一と岩隈久志が2004年末の球団発足時に加入した球団）のファンであることを公言している。
  - 従妹の子（母の弟の娘の娘）がアマナキ・レレィ・マフィ（キヤノンイーグルス所属のラグビー選手・ラグビー日本代表）と結婚した2015年からは、ジャパンラグビートップリーグが関西地方で開催するマフィ所属チーム（NTTコミュニケーションズシャイニングアークス→イーグルス）の試合もたびたび観戦。同じスポーツクラブを利用する縁で、ラグビー日本代表や神戸製鋼コベルコスティーラーズで長年にわたって活躍した大畑大介とも面識がある。マフィが2018年7月にレベルズ（スーパーラグビーのシーズン限定で所属していたオーストラリアのチーム）の同僚選手に対する暴行容疑で現地の警察当局へ一時拘束された際には、日本での報道を受けて、『粋甘』と『土曜も全開』でマフィに代わって謝罪している。
- 祭原に入社してから現在に至るまで、折々の勤務先や仕事先で配布される手帳に、仕事の内容、出会った人物の名前、社会的な事件、スポーツの結果、スケジュールを箇条書きで記入することを日課にしている。
  - 自分の行動を手帳へ毎日こまめに書くことを心掛けるようになったきっかけは、関西テレビへの入社10年目（1979年）に自宅の近辺で殺人事件が発生したことにある。定山渓温泉（北海道）内の旅館の名前が記されたタオルが事件の現場に落ちていたことから、事件の2週間前に番組の取材で同温泉を訪れていた桑原が、参考人として警察署に呼ばれた。もっとも桑原は、事件が発生した時間帯に、関西テレビの本社スタジオで『クイズDEデート』の収録に参加。当時使っていた同局支給の手帳にもその旨を記していたことが決め手になって、事件当日のアリバイが立証された。桑原によれば「自分の身辺で起きた出来事を手帳に毎日書いていれば、身に覚えのない事件の容疑者として警察署で取り調べを受けたとしても、自分が無実であることを証明できる」とのことである。
  - 2019年の夏に「桑原征平　生前葬」の企画で長男の達秋と高野が桑原の自宅（達秋の実家）を探索した際に、桑原が自宅で保管している上記の手帳が30冊以上にのぼることが判明した。桑原本人は、探索の模様を収録した映像が「生前葬」で上映された際に、「『粋甘』の開始から生前葬の直前まで（の15年余り）の間に出演番組で披露した身の上話や思い出話は、まだ手帳3冊分に過ぎない」と告白している。
    - 「征平の、私は忘れない」では、「生前葬」の翌月（10月10日放送分）から4冊目（1979年の関西テレビ手帳）の記述内容を紹介。2021年3月11日放送分から8冊目（1995年の手帳）の紹介に入っていたが、『粋甘』が同年9月30日に週1回（水曜日のみ）の放送へ移行してからは、自身の意向で折に触れて話す程度にとどめている。ちなみに、日本国内で新型コロナウイルスへの感染が拡大している時期（2020年4月18日 - 5月27日）には、手帳を保管している部屋（桑原曰く「鳩小屋」）からスカイプを通じて朝日放送ラジオのレギュラー番組へ出演している。

## 家族・親族
次兄は、水球の日本代表選手として1964年東京オリンピック・1968年メキシコシティーオリンピック・1972年ミュンヘンオリンピックに出場した桑原重治（元・水球日本代表監督。2007年永眠）。長兄・次兄とも著名な水球選手であったことから、征平が成城大学の学生だった1964年（東京オリンピックの開幕前）には、当時朝日放送で毎週火曜日の20時台に放送されていた『圭三ファミリー・アワー クイズ・クイズ・クイズ』（NHKのアナウンサーだった高橋圭三がフリーアナウンサーへの転向後初めて司会を務めたTBS制作のクイズ番組）に三兄弟揃って解答者として出演した（結果は1回戦で敗退）。
長女は桑原菜穂子（元・フジテレビディレクター）。菜穂子の弟に当たる桑原達秋（福井テレビ局員、元・同局アナウンサー）が長男で、征平の関西テレビアナウンサー時代（フジテレビへの出向前）に『オールスター家族対抗歌合戦』（フジテレビ制作）へ揃って出演したこともある。達秋は近畿大学への在学中に生田教室（多数のアナウンサーを輩出したアナウンス専門学校）へ通っていたが、達秋によれば、教室を主宰していた生田博巳（元・NHKおよび読売テレビアナウンサー）は面識のない征平のアナウンスに一目置いていたという。
親族には、マフィ、TAIGA・近江知永夫妻、テレビカメラマンの柿内孝文（菜穂子の夫）などがいる。また、自身の孫（柿内・菜穂子夫妻の3人の息子）は、「かきうちパンティーブラザーズ」と称して小学生時代からYouTuberとしても活動。「かきうちパンティーブラザーズ」の長兄である大学生の柿内六甲は、「柿内ロッコウ」という名義で、学業と並行しながら「映像作家」や「『カニバル』（オルタナティブロックバンド）のリーダー兼ボーカリスト」としても活動している。逆に、孫がYouTubeへ投稿する動画には、桑原、宮川大輔、宮川の父親、マフィも随時登場。長男の達秋も、1人の子ども（男児）を授かっている。
「柿内ロッコウ」が作詞と作曲も手掛ける「カニバル」は、アマチュアバンドでありながらYouTubeを中心に高い人気と知名度を得ているほか、「十代白書」（将来有望なシンガーソングライターやバンドを関西地方の10代から発掘する目的で2011年から大阪を中心に京阪神地区のライブハウスで年に1回開催されているトーナメント方式の音楽イベント）の2024年大会で決勝に進出。桑原は、「ロッコウ」を小学校6年生の時に『粋甘』の生放送へ出演させたほか、「カニバル」での活躍を2023年頃から折に触れて同番組で紹介している。「ロッコウ」自身も、「カニバル」での活動の一環でメディアに随時露出。2024年4月13日・20日放送分の『ミュータマ』（音楽ライターの鈴木淳史がパーソナリティを務める朝日放送ラジオのトーク番組）へゲストで出演した際には、桑原が「おじいちゃん（祖父）」に当たることを告白した。さらに同局では、『じいじ桑原征平80歳孫六甲20歳　ふたり足して100歳スペシャル』という特別番組を、鈴木の進行で2024年5月29日（水曜日）の『粋甘』本番後に収録。収録後に編集した音源を、6月2日（日曜日）の21:30 - 22:15に放送した。
ちなみに桑原は、いわゆる「後期高齢者」の年齢に差し掛かっても朝日放送ラジオの番組パーソナリティをレギュラーで続ける理由の1つに、3人の孫を大学へ進学させるための学費を（番組出演のギャランティーなどで）賄うことを挙げている。もっとも、孫たちは「かきうちパンティーブラザーズ」としての動画配信を通じて、多額の広告収入を確保。長兄の六甲も「プロの映像作家」としてミュージックビデオなどを制作しているため、孫たちが通っている学校の授業料も、このような収入と報酬だけで賄えるという。

## エピソード
朝日放送ラジオが月に1回公開・配布しているタイムテーブルの2020年1月号で 「桑原征平の人生は挑戦ゲーム」 という人生ゲーム風の特集が組まれるほど、桑原の半生は、珍奇にして人情味あふれる体験とハプニングに満ちている。桑原自身も、その一端がうかがえるエピソードを、『粋甘』や『土曜も全開』でたびたび披露。『粋甘』の放送開始から18年半後の2023年2月には、前年（2022年）末までの放送で本人が発した発言を基に製作された「『桑原征平　粋も甘いも』日めくり金言カレンダー」（2023年4月1日から閏年に当たる2024年3月31日までの366日に対応）が、1,000部限定で発売されている。
以下では、自著『生きてるだけで丸もうけ』（2005年、ぴあ）や『3019桑原征平』での記載内容を中心に紹介する。

### 幼少期
- 京都市右京区西陣の実家で第二次世界大戦中の1944年5月14日に出生したが、実際には自宅の敷地内に掘られていた防空壕の中で産まれたことを『粋甘』で明かしている。本人によれば、「空襲警報が西陣の界隈に発令されていたことを受けて家族が防空壕へ避難したところ、実母が産気づいた」とのことである。実際には出生の当日に空襲が起こらず[23]、西陣一帯が甚大な被害に見舞われた西陣空襲（1945年6月26日早朝の第6次京都空襲）でも、実家は被害を辛うじて免れたという。
  - 喜寿（77歳）を迎える前月（2021年4月）には、戸谷による朝日放送ラジオの喜寿記念企画向けの取材を兼ねて帰郷。その際に、生家の跡地（私有の駐車場）や小・中学校時代の同級生が営む店舗など、西院駅（阪急京都線）の界隈で幼少期に縁の深かった場所を相次いで訪問した。同局では取材の模様を、「征地巡礼（せいちじゅんれい）」と称して 2021年5月分のタイムテーブル で特集。訪問先で撮影した動画をインターネットで閲覧できるQRコード付きの地図を掲載したタイムテーブルの無料配布を、4月28日から朝日放送グループ本社受付などで開始した。ところが、通常のタイムテーブルと同様（返信用切手の同封を条件）に郵送の申し込みを受け付けたところ、開始からわずか半月足らずで応募件数が配布予定の部数に到達。5月上旬の時点で発送までに通常のタイムテーブルを上回る日数を要したばかりか、同月17日に受付の終了を公式サイトで告知するなど、異例の事態に至った。
- 実父の栄は広島県の出身で、京都府警察の巡査時代に結婚したが、1938年に大日本帝国陸軍の一員として日中戦争へ従軍。翌1939年に傷病兵として日本へ帰国すると、征平を授かった。ちなみに、征平の「征」は出征兵に由来する[23]。
  - 栄は復員を機に京都府警西陣警察署（現在の上京警察署）の巡査へ復帰したが、本人曰く「賭博の現場へ踏み込んだ際に、現場から近くの河原へ逃げていた参加者の1人の片腕を（巡査としての所持品である）サーベルで背後から切り落としたら左遷された」ことがきっかけで退職。退職後は島津製作所の総務課長などを務めていたが、実際にはどの仕事も長くは続かず、妻（征平の実母）がおでんの屋台や繊維雑貨問屋の経営などで一家の生計を立てていたという。なお、栄は晩年に京都府城陽市で布団店を営んだものの、布団の配達中の事故（自身で運転していたバイクの転倒）の2週間後に76歳で亡くなっている[23]。
  - 実母によれば「出征するまでの栄は優しかった」とのことだが、復員後の栄は人が変わったかのように荒んでいて、実母も（征平を含む）兄弟も理不尽な仕打ちをしばしば受けていた。その仕打ちは征平が小学生ながら「（栄に）殺される」と思ったほど常軌を逸していたため、栄の永眠を受けて葬儀が執り行われた際には、実母が征平とのやり取りで栄への弔電を「祝電」と称するほどだった。もっとも、征平が中学校へ進学してからは、兄弟の体力が栄を圧倒するようになったこともあって、このような仕打ちを受けなくなった[17][23]。また、次兄は後年、自身が営んでいた会社の重役に栄を迎えている。
  - 実母は小児麻痺を患った影響で歩行がままならない身でありながらも、征平を含む3人の兄弟を育て上げた。毎年の大晦日には、進々堂からあんパンを大量に仕入れたうえで、当時京都市内にあった母子寮へ寄付していたという。栄が日中戦争から復員してからは、栄が泥酔するたびに暴力を振るわれたが、征平の前では「お父ちゃん（栄）は（小児麻痺を患っていることを承知で）こんな私と結婚してくれたぐらいだから本当は優しい人。今は（従軍の影響で）人が変わったようになっているだけだから辛抱しよう」と言いながら気丈に振る舞っていた[23]。このような実母に深い恩義を感じていた征平は、祭原への入社を機に関西地方での生活を再開してから、大学への進学を機に実家を離れた2人の兄に代わって、実母の身辺の面倒を見続けた。実母が永眠してからも、フリーアナウンサーとして出演する番組やイベントで、実母との思い出話をたびたび披露している。征平によれば、自身も2人の兄も学生時代に水泳で活躍した背景には、小児麻痺の後遺症で泳ぎたくても泳げなかった実母の影響も大きかったとされる。
  - 征平が栄の人柄に対する認識を改めるようになったきっかけは、2010年に実母が亡くなった直後の遺品整理中に、「陣中日記　桑原栄著」と表紙に書かれた本を偶然見付けたことにある[23]。
    - 「陣中日記」は栄が戦地で紙切れに書きためた従軍記をまとめたもので、実母が数十冊分の製本を出版社へひそかに依頼。およそ200ページにわたる製本を経て、栄の死後に親戚や知人へ配布されていたという。征平が目にしたのは「最後の1冊」で、栄が中国での従軍中に中国兵を何人も殺害していたことや、民家に隠れていた中国人の住民を銃剣で刺殺したことなどが「上官の命令に従わざるを得なかった故の行為」として克明に綴られていた。栄から従軍中の話を一切聞かされていなかった征平は、このような記述に強い衝撃を受けたあげく、2014年8月から2015年3月までの『粋甘』（当時放送されていた木曜分）で日記の内容を「これが戦争だ! 親父の陣中日記」と銘打ってほぼ毎週朗読。『朝日新聞デジタル』限定の連載企画「戦争トラウマ　連鎖する心の傷」の一環で、2024年の初頭に生前の栄や「陣中日記」の内容を改めて語った際には、「言語に絶する壮絶な経験が全部トラウマになって、人間変わってしもたんや（栄の人格が一変したんだ）なあ。ようやく父の気持ちの一端が分かった。『戦争で変わらはった（栄の人格が中国への出征を境にすっかり変わってしまった）』という母の言葉が初めて腑に落ちました」と述懐している[23]。なお、『朝日新聞』では以上のインタビューの抄録を、2024年3月26日（火曜日）発行分の全国向け朝刊の社会面（「戦争トラウマ　上編　『心の傷』を知る」）に掲載[24]。

  - このような両親の下で育った征平は、関西テレビへの入社後に『ハイ!土曜日です』で小野田寛郎の帰省中継リポート、『土曜大好き!830』で世界中の紛争地域取材などを担当していた。そのような経験から、いかなる戦争にも反対する姿勢を、『粋甘』で「陣中日記」を朗読する前から明言。前述した「戦争トラウマ　連鎖する心の傷」向けのインタビューでも、実母が生前に語っていた「戦争で死んでしまった兵隊やその家族は可哀想や。生きて復員した兵士も、その家族も地獄や。戦争いうのは、生きるも死ぬも地獄や」という言葉を引き合いに出しながら、戦争反対の姿勢を改めて強調していた[23]。
- 『ハイ!土曜日です』内の「征平の挑戦」で日本全国に名が知られ始めた1970年代の後半に、担当番組での共演などを通じて親交のあった山口敏夫に（当時衆議院議員として所属していた）新自由クラブからの政界進出を打診されたものの、打診を固辞したことを『粋甘』で公言している。

### 学生時代
- 西院小学校への在学中に、担任教師の紹介でNHK京都放送局内の劇団（NHK京都放送児童劇団）へ入団。しかし、作品での出番の少なさに嫌気が差したことから、すぐに退団した。
  - 西院小学校体育館の改築（創立150周年記念事業の一環で2023年1月に竣工）に合わせて新調された緞帳では、「著名な卒業生の一人」である桑原が在学中に「羽織袴の正装に下駄」という出で立ちで卒業証書を授与されたばかりの姿を、田中道男（後輩に当たる和紙切り絵作家）が切り絵で再現[25][26]。「『桑原征平　粋も甘いも』日めくり金言カレンダー」では、この切り絵を縮小したうえで全366枚に印刷している。
- 成城大学への在学中に、「難関」で知られる文学座養成所の試験に合格した。合格者の中に藤田弓子がいたが、桑原自身は「興味半分で受験した」とのことで、後に入所を辞退している。
  - 辞退の直後には、「面白い人材」という桑原の入所を想定して『俳優志望』（10 - 15年単位の追跡取材によるドキュメンタリー番組）の制作を準備していた当時のNHKプロデューサー・末盛憲彦が、自身の担当番組『夢であいましょう』のリハーサルを見学することを桑原に推奨。「芸能界にまだ興味があるなら見ておいた方が良い」という末盛の配慮で、実際に3週間見学した。本人が後に述懐したところによれば、レギュラー出演者の1人だった黒柳徹子から見学中に末盛を通じて「ヤッチン（田辺靖雄）みたいな彼はどなた?」と声を掛けられたこともあった[27]が、末盛が思うほどには興味が湧かなかったという。さらに、見学の合間に参加していた水球の練習中に、チームメイトとの揉み合いで眼球を負傷。縫合手術を受けるほどの重症であったことから、末盛とも疎遠になった。ただし、関西テレビのアナウンサーとして全国的な知名度を得た頃に、末盛から激励の手紙を直々に送られている[28]。
  - 関西テレビアナウンサー時代の1988年には、多数のレギュラー番組を抱える一方で、同局の開局30周年記念企画として制作された実写映画『妖女の時代』[29] に警官役で出演した。本人曰く、「ストーリー上重要な役柄だった」という。

### 関西テレビへの中途採用
- 桑原がアナウンサーの中途採用記事を「サンケイスポーツ」で偶然目にしたのは、中途採用試験への応募締め切り3日前だった。その記事では、応募者に対して、出身大学の卒業証明書・成績証明書を提出することを求めていた。しかし、桑原には祭原の営業部員として関西地方にとどまる必要があったため、締め切り前日までに東京の成城大学まで証明書の申請と受け取りへ出向くだけの時間がなかった。そこで桑原は、記事を読んだ翌日に、当時少なかった長距離向け市外通話用の電話を通じて大学時代の知人に連絡。その知人が成城大学の職員でもあったことから、上記の証明書一式を至急発行したうえで、証明書を入れた封筒を〆切当日の東京駅正午発新大阪駅行き東海道新幹線1号車先頭座席の網棚へ乗せておくよう依頼した。実際には知人が先頭座席の乗客に封筒を託したことから、この乗客が新大阪駅で待ち受ける桑原を呼び止めたうえで、封筒を直々に渡した。桑原はその足で関西テレビの本社へ直行すると、応募に必要な書類一式を、締め切り時刻（17:00）の1時間前に受付へ提出。無事に受理されたため、祭原の関係者に知られることなく、中途採用試験を受ける権利を得られた。

### 関西テレビのアナウンサー時代
- 桑原が入社した当時の一般企業では、中途採用社員に対する新卒採用社員からの風当たりが強かった。桑原も入社当初はその例に漏れず、共通アクセントの習得や腹式呼吸の体得にも苦闘していたことから、研修期間中に急性肝炎を発症[30]。折しも妻が短期留学でアメリカに滞在していたため、当時布団店を営んでいた実家（詳細前述）に寝泊まりしながら、早朝に最寄りの医院で点滴注射を打ってから関西テレビの本社へ出勤する生活を1ヶ月ほど続けた[31]。これに対して、アナウンス部長・松本暢章は、「私の知らないことをよう（よく）知っているし、私にはない何か（キャラクター）も持っているから、自分の個性をそのまま生かしたらええ（良い）。だけど、アナウンス部に残りたかったら、自分なりに努力するんやで」という関西弁で、桑原を頻繁に激励。急性肝炎の治療中には、桑原を入社時の条件に沿って営業職へ異動させようとする他の管理職へ説得を重ねた末に、その条件を白紙に戻させた。このような経緯から、桑原は松本が永眠してからも、出演番組を通じて「まっちゃん先生（松本の愛称）は（アナウンサーとしての）恩人」と慕っている。
  - 前田久吉の意向で関西テレビとOBCのアナウンサー相互交流企画が持ち上がった1976年には、ラジオ単営局であるOBCの番組へのレギュラー出演を希望するアナウンサーが関西テレビのアナウンス部にいないことを憂慮した松本が、当時『ハイ!土曜日です』で知名度が上がり始めていた桑原に出演を打診。桑原がこの打診を快諾したうえで『バンザイ!歌謡曲』の木曜日を担当したことによって、ラジオパーソナリティへの道が開かれた。
- 吉本興業で桂三枝（現在の六代 桂文枝）などのマネジャーを務めた中井秀範と親交があったことから、中井が吉本総合芸能学院（NSC）大阪校の校長を務めていた1990年には、京都西高校に在学していた宮川大輔を中井に紹介。俳優を志していた大輔は、同期生から2ヶ月遅れながら、中井からNSC大阪校への入学を認められたことによって芸能界デビューのきっかけをつかんだ。
  - 大輔は、NSCおよび高校からの卒業を経て、NSCの同期生だった星田英利とお笑いコンビ「チュパチャップス」を結成。桑原が当時担当していた『奥さまリビング』にも桑原の尽力で一時出演していたが、「チュパチャップス」としては芽が出ないまま、1999年に解散した。解散後は、それぞれピン芸人や俳優として活躍。大輔とは、番組で再び共演している。
- スポーツ中継での本格的な実況経験[32] がなかったにもかかわらず、1992年には、地元の京都市西京極球技場で催された日本サッカーリーグ・松下電器（現在のガンバ大阪）対JR古河（現在のジェフユナイテッド市原・千葉）戦で、関西テレビ制作・全国向け中継の実況を中島優子と共に担当した。当時スポーツ局のディレクターだった同期入社の千草が、翌年（1993年）からのJリーグ開始を視野に、「サッカーに詳しい中島とのコンビで、サッカーに詳しくない視聴者でも楽しめるように中継したい」との意向の下に桑原へ直々に打診したことによる。
  - 1983年4月30日には、阪急ブレーブス対近鉄デーゲームの開始を控えていた阪急西宮球場のフェアグラウンド上で、阪急球団主催の60m競走（特設の直線コースによる人馬混合競走）イベントの司会を担当した。関西テレビが阪急東宝グループ（当時）の会員社であったことによる起用で、「フクモトユタカ」（プロ野球公式戦における通算最多盗塁の世界記録を当時保持していた阪急外野手の福本豊）、バンプ・ウィリス（元・メジャーリーガーで当時阪急に在籍していた内野手）、ジンクピアレス（当時は現役の競走馬）が人工芝の敷かれたセンター付近で一斉に走り出してから、バンプが1着でゴールに到達した瞬間まで実況。人工芝に慣れていないジンクピアレスが競走の中止を余儀なくされたとはいえ、「観客動員の面で苦戦していた阪急球団が前代未聞のアイデアで西宮球場のスタンドを満員にさせたイベント」「福本がサラブレッド（ジンクピアレス）に勝った競走（実際には2位でゴール）」として、現在に至るまで語り継がれている[33]。

#### 『ハイ!土曜日です』のサブ司会として
- 『ハイ!土曜日です』のサブ司会（男性アシスタント）起用は、新人アナウンサー時代から桑原の型破りなキャラクターに注目していた古吟勲一（こぎん・くんいち）ディレクターの強い推薦による。同番組では、サブ司会とアシスタントが、本番中に別のスタジオから放送するCM（生CM）にも登場。桑原の先輩アナウンサーであった鈴木紘夫がサブ司会を務めていた時期には、本番中に6本放送される生CMで、鈴木の穏やかな語り口が視聴者にもスポンサーにも好評を博していた。以上の事情から、番組中のCM全般を取り扱う在京の広告代理店が、鈴木に比べて知名度もアナウンス技術も低かった桑原の起用に難色を示した。結局、桑原はサブ司会として出演を始められたが、当初は鈴木が生CMのみ引き続き担当。出演開始から半年後に桑原の生CM出演を広告代理店が了承したため、鈴木は『ハイ!土曜日です』を完全に降板したうえで、『奥さまリビング』（前述）のメイン司会へ異動した。
  - ちなみに桑原は、『奥さまリビング』でも週に2日、サブ司会（鈴木のサポート役）を担当した。関西テレビからの退職後も、『粋甘』で同局時代の思い出を語る際に、鈴木を「タワシさん」（顔立ちにちなんだ在職中のニックネーム）と呼びながらアナウンス技術の高さや人柄の良さに言及することがある。
- 『ハイ!土曜日です』の出演期間中に、レギュラーパネラー・小松左京からの発案で、司会の桂米朝から「桂珍丸」という高座名を付けられた。米朝一門では桂ざこば（命名当時は「桂朝丸」）の弟弟子に当たるが、現在に至るまで、高座で落語を披露したことはない。ただし、1980年頃の「征平の挑戦」では、3代目三遊亭圓歌から2日間にわたって落語の稽古を付けられた。圓歌が永眠した直後（2017年4月26日）の『粋甘』では、稽古の際に圓歌宅へ1泊したことや、圓歌の弟子であることを示す「桑原征平」名の木札が現在も圓歌宅に掲示されていることを明かした。
- 『ハイ!土曜日です』などで人気が出るにつれて、関西テレビ系列局の番組・イベントで司会を務めたり、個人の立場でいわゆる「内職」（番組スポンサーが主催するイベントの司会や講演など）を引き受けたりする機会が増加[34]。その一方で、実兄が飲食関連事業向けの融資を受けた際に、事情を熟知しないまま連帯保証人に名を連ねた。後にこの事業が立ち行かなくなったことから、征平は退職までの3年間にわたって、「内職」を積極的にこなしながら融資の返済に努めていた[35]。
  - もんた&ブラザーズが『ダンシング・オールナイト』の大ヒットで人気の絶頂にあった時期（1980年頃）には、もんた&ブラザーズを招いてのライブイベントが千里セルシー（大阪府豊中市の千里中央駅近辺で当時営業していた商業施設）内の屋外広場（「セルシー広場」）で企画されたことから、このイベントの司会を「内職」として引き受けた。
    - このイベントでは、大手の飲料メーカーがスポンサーに付いていたことから、無料で観覧できるようになっていた。実際には2,000人ほどの観客が詰め掛けていたが、運営に携わっていた広告会社の不手際で、もんた&ブラザーズに出演の打診すらしていなかったことが開演の直前に発覚。その事実をいきなり聞かされた桑原は、もんた&ブラザーズが「セルシー広場」へ向かっているかのような釈明を、観客に対して1時間ほど繰り返す羽目に陥った。スポンサー側も自社の製品（缶入り飲料）を観客全員に無料で配りながら観客の怒りを鎮めようと試みた[36][37]ものの、その間にもんた&ブラザーズが（既に決まっていた関西以外の地方での仕事との兼ね合いで）出演できないことが確定したため、広告会社とスポンサーは「スペシャルゲスト」を代わりに呼ぶことを決断。桑原は、観客にその旨を伝えたうえで「スペシャルゲスト」の到着を待つことになった。もっとも、「スペシャルゲスト」の正体が落語家の林家小染だったこと[38]から、小染が桑原の呼び込みでステージに姿を見せた途端に観客の怒りが再燃。「2人に対して、観客から大量の空き缶が投げ込まれる」という事態に至った[39]。
    - 以上の一件は翌日に大阪で発行された新聞で大きく報じられたため、桑原曰く「関西テレビを通さずに司会を引き受けていたことが、局内で知れ渡ってしまった」という。また、「もんた」（2023年10月18日に72歳で逝去したもんたよしのり）が生前に落語家の桂春蝶へ直々に打ち明けたところによれば、「広告会社などの関係者から20人ほどが、イベントの後で頭を丸刈りにしていた」とのことである[39]。なお、もんた&ブラザーズは、後日に別のライブイベントで「セルシー広場」のステージに立っている[40]。

  - 定年前年の2003年には、智頭急行（関西テレビの放送対象地域および桑原の自宅がある兵庫県内で第三セクター鉄道を運営する鉄道会社）が同局を通じて桑原にテレビCMへの出演を依頼。退職金まで融資の返済に充てられる事態を懸念していた関西テレビの上層部も特例扱いで依頼を受諾したことから、同局限定の関西ローカル向け放送ながら、智頭急行CMへの顔出し出演が実現した。現職の民放局アナウンサーとしては異例の出演契約であったが、桑原自身は、定年退職後の2011年まで契約を更新。この契約が縁で、桑原は正月休みに一家・親族総出で三朝温泉（阪神地区から智頭急行経由で移動できる鳥取県内の温泉街）へ宿泊した後に、「仕事始め」の出演番組で旅の一部始終を語ることが恒例になっている。

#### 『おはよう!ナイスデイ』の司会として
- 在阪準キー局・関西テレビのアナウンサーながらキー局・フジテレビ制作の全国ネット番組『おはよう!ナイスデイ』（以下『ナイスデイ』と略記）の司会に抜擢されたのは、それまで出演していた『土曜!100%』が関西テレビの方針で桂三枝（当時）司会の『モーニングアップル』に変わったことに加えて、『ナイスデイ』司会陣のうちフジテレビのアナウンサーが須田哲夫しかいなかったという事情もある[17]。このため、『ナイスデイ』の出演期間中にも、週に1回は関西テレビの東京支社へ出勤していた。フジテレビでは、桑原の出向期間中に、「（自社制作番組に対する）桑原の使用料」（1日につき5万円）を関西テレビの東京支社へ支払っていたという。
- 出演期間中の平日には、午前中にフジテレビのスタジオで本番（生放送）を進行（須田との共同司会）。本番終了後から翌日（金曜日の場合には翌週月曜日）の本番直前までは、現在の報道・情報番組における「フィールドキャスター」のような役割を須田と分担しながら、事件・芸能関係の取材（山一抗争・豊田商事事件・ロス疑惑・日本航空123便墜落事故など）やインタビュー企画などで日本各地へ赴いていた。ただし、前述した『粋甘』の「取材手帳で振り返る○月○日」で当時のエピソードを紹介する際には、「現在ではコンプライアンスや報道倫理などの面で到底認められないような取材」という注釈表現や関係者への謝意を必ず交えている。
- 出向1年目の1985年8月7日（水曜日）には、当時のプロボクシング世界王者・渡辺二郎からの紹介で、『おはよう!ナイスデイ』の本番終了後に『笑っていいとも!』（フジテレビ制作）の「テレフォンショッキング」へゲストで出演した。実際には未経験だった大正琴の演奏を当時「趣味」として公言していたため、前日に急遽練習したうえで、出演中に「人生の並木道」（かねてから愛聴しているディック・ミネの代表曲）の弾き語りを披露。『FNNスーパータイム』（前年10月から[41] 夕方に放送を始めたばかりの全国ニュース番組）平日版の初代メインキャスター・逸見政孝（当時は同局アナウンサー、大阪市出身で桑原と同学年）を、「自身と同じ関西地方出身で顔見知りのアナウンサー」という縁で、翌日のゲストに指名している[42]。

#### ニュース・報道系番組での逸話
- 桑原曰く、「関西テレビのアナウンサーとして実際にニュースを読んだのは、定年退職当日を含めても20回しかなかった。しかも、「征平の挑戦」やバラエティ番組でのアナウンサーらしからぬイメージが世間に広まってしまった影響で、いわゆる『顔出し』のニュースを任せてもらえなかった。それだけに、（画面に顔の出ない『影読み』であっても）ニュースを担当した際には波瀾万丈だった」[43]。ただし、『おはよう!ナイスデイ』の司会だった時期には、フジテレビの全国ニュース番組『FNNニュースレポート11:30』で当時のメインキャスター・露木茂（当時の同局アナウンサー）の休暇期間中に露木の代役を務めた。
  - まだ番組出演の少なかった若手時代に、定時ニュースで報道部の記者から殴り書きの速報原稿を渡された際に、隣にいた千草に思わず判読を頼んだことがある。桑原自身は、現場が騒然とする中で、千草からの口伝えのおかげでどうにかニュースを読み終えた[16]。桑原によれば、「千草も後の報道記者時代にアナウンサー泣かせの字で原稿を書いていたが、自分はそもそもニュースの担当を任されていなかったので、千草の原稿を読まずに済んだ」という。
  - フジテレビへの出向期間満了で関西テレビへ復帰してからは、『アタック600』（当時夕方に放送されていたローカルニュース番組）で一時中継リポーターを担当。ニュースを扱う情報・バラエティ番組（『ニュースな夕方』『ニュースわからんチー』など）にも、レギュラーで出演していた。
- アメリカで人類初のAIDS感染が報告され1981年には、日本政府の後援による報道特別番組（東京で収録したうえで同年12月に放送）で、現地リポーターとしてAIDS患者を取材[44]。この番組がきっかけで、総理府・厚生省（いずれも当時）から、AIDSに関する青少年向け教育講演会の講師を委嘱された。フリーアナウンサーに転身した現在でも、以上の経験を講演会で話すことがある[45]。
  - 桑原が後に述懐したところによれば、アメリカへの取材は総理府・厚生省の合同チームから関西テレビを通じて依頼されたもので、「桑原以外のアナウンサーでは真面目すぎる印象、お笑い芸人では不真面目な印象を（視聴者に）与えかねないので、アナウンサーでありながら『征平の挑戦』で芸人顔負けの体当たりリポートに取り組んでいる桑原がAIDS関連の広報活動に適任」との判断の下に白羽の矢を立てられたという。上記の番組では、桑原とかねてから親交のあるアグネス・チャンも、桑原と同様の経緯で日本国内での取材を任されていた。
- 1995年1月17日発災の阪神・淡路大震災で兵庫県西宮市内にある自宅[46] の敷地の一部（家屋以外のスペース）が陥没したものの、桑原自身は発災の翌日（1月18日）から被災地を取材。同日から2週間は『震災の街　征平リポート』（平日深夜）、4月から半年間は『桑原征平　復興の街』（毎週金曜日の深夜）という30分間の番組をレギュラーで担当したほか、震災関連番組・特集の中継リポーターも務めた。
  - 桑原自身は発災の瞬間、京都市内での温泉ロケ取材に備えて前泊していた実家で震度5相当の揺れに遭遇。関西テレビでは、桑原と杉本以外のアナウンサー全員を発災の直後から被災地への取材に派遣させていたが、桑原は交通事情などとの兼ね合いで温泉ロケへ臨むことを余儀なくされた。ロケ後に同局の本社へ戻ったところ、被害がとりわけ大きかった阪神間の鉄道で阪急神戸線だけが梅田駅と西宮北口駅の間で電車の折り返し運転を実施していたことを受けて、（桑原を含む）西宮市内在住の職員全員に西宮北口駅近辺を取材させる体制が組まれた。この体制の下で、桑原は入社26年目で初めて報道系の取材へ本格的に従事。やがて、本社への出勤を免除することを条件に、『征平リポート』向けの取材を任された。
  - 自宅で被災した家族は全員無事だったものの、桑原自身は不慣れな取材を通じて、「被災者」と「取材者」という立場の板挟みに直面。バラエティ番組へ出演している時のイメージが強いことも相まって、「バラエティ番組と勘違いしながら取材しているのではないか」という理由で、視聴者や同僚のアナウンサー（当時『アタック600』でメインキャスターを務めていた後輩の山本浩之など）から苦言を呈されることもあったという。しかし、関西テレビ局内のアナウンス部会で他のアナウンサーが同様の苦言を出したところ、当時アナウンサーだった後輩の岡林豊明が「暗い雰囲気に包まれている被災地にあって、征平さんの（持ち前の）明るさはものすごくプラスになっていると思う。征平さんが被災地にいるだけで、ようやく笑えるようになった被災者もいるはず」と発言。この発言がきっかけで、桑原は引き続き、平日に自宅から被災地への取材に赴くことを認められた。本人は「岡林の発言を複数のアナウンサーから伝えられたことを機に、関西テレビを定年で退職した現在に至るまで、岡林に深い恩義を感じている」とのことである。
- 定年当日の深夜（2004年5月15日未明）には、「サラリーマン生活を終える前に、もう1回キッチリとニュースを読んでみたい」との思いから、当時『ニュースJAPAN』内で2分間放送していた関西ローカルのニュースに出演。ストレートニュースを1本伝えた後に、視聴者に向けて、10秒のアドリブで「私事ではありますが、関西テレビアナウンサー桑原征平は、只今のニュースを持ちまして関西テレビを定年退職致します。みなさま35年間、本当にありがとうございました」という挨拶を述べた[16]。

#### 体当たり取材での逸話
- 『征平の挑戦!』の第1回は、阪急ブレーブスと広島東洋カープが対戦した1975年の日本シリーズ第1戦（広島市民球場）の2日前に、（阪急東宝グループである関西テレビと関連の深かった）ブレーブスのユニフォーム姿で広島市内へ「殴り込む」という企画だった。桑原は、（当時プロデューサーだった古吟の指示で）「(表面)頑張れ阪急ブレーブス/(裏面)くたばれ広島カープ」というカープファンの怒りをかき立てるメッセージを記したプラカードを持たされたため、行く先々でカープファンからヤジと暴行を受けた。この企画が大きな反響を呼んだことで、桑原の名が一躍全国に知れ渡るとともに、サブ司会を務めながら長年にわたって古吟と共に体当たり取材ロケ企画へ携わるようになった[47]。ちなみに、桑原は取材を通じて、未経験者の立場でスキージャンプ（ジュニア選手向けの20m級ジャンプ）[48]、リュージュ、ロデオなど大きな危険を伴うスポーツにも挑戦している。
  - 放送業界での先輩に当たる永六輔は、1978年に刊行した著書「二人三脚七転八起」（中央公論社）の中で、体当たり取材に奮闘していた当時の桑原を「この人（桑原）には悲壮感がないのです。この（サービス）精神が生きている芸人は、もうサーカスにしか残っていないようです。彼こそ、芸人を超えた『狂気のサラリーマン』です」と評価している。桑原は、永の訃報が伝えられた直後の『粋甘』2016年7月13日放送分「征平の じゃあ、こうしましょ!」にて、永についての思い出を語った。
- 『征平の挑戦!』をはじめ、テレビ番組のリポートで海・プール・温泉に入る時には、体の線がはっきり見える虎パン（虎柄の海水パンツ）を着用。このいで立ちで、高さ16mのアカプルコ（メキシコ）からのダイビングを成功させたこともある[49]。
- 奥飛騨温泉のお膝元・岐阜県上宝村（現在は高山市に合併）の観光協会による提案・全面協力の下に、同温泉のPRを兼ねて、『征平の挑戦!』で1日100ヶ所の露天風呂入浴に挑戦したことがある。桑原は、ギネスブックによる記録の公認を狙いながら、赤い褌（ふんどし）姿で午前6時から次々と入浴。しかし、午後9時頃に45ヶ所目の温泉で湯あたりを起こして倒れたため、100ヶ所の制覇には至らなかった（記録自体もギネスブック未公認）。
- 野球好きが高じて、『征平の挑戦!』の一環で、近鉄バファローズやカリフォルニア・エンゼルスの入団テストを受験した。いずれも不合格に終わったが、放送後には当時のブレーブス監督・上田利治や、メジャーリーグ通で知られたパンチョ伊東から賛辞を受けている[49]。
  - 近鉄の入団テストでは、桑原が当時30歳を越えていたことを理由に、当時の監督・西本幸雄から「よく頑張ったが、年齢制限で無理」と言われた。そこで桑原は、ギャグのつもりで「日本がダメなら大リーグがある」と発言。この発言をきっかけに、当時の監督のノーム・シェリーへのインタビューを名目に、関西テレビがエンジェルスに企画を持ち掛けた[49]。
- 取材の一環として、周囲の関係者が麻酔銃を構えていることを承知したうえで、身体の一部をライオンに噛ませたことが3回ある。1981年にティッピ・ヘドレン出演の映画「ロアーズ」の宣伝を兼ねて、『征平の挑戦!』で彼女を取材した際には、彼女が自宅で飼っていた体重約200kgのライオンに臀部を噛まれた[50]。1984年には、関西テレビの正月番組用の企画「人間大砲に挑戦」で、高さ9メートルの砲台から15mの距離を跳んだ。しかし、この企画で一時失神したことから、運動神経の衰えを理由に『征平の挑戦!』シリーズへ終止符を打った[1]。
- 『めざましテレビ』にリポーターとして出演した時期には、早朝の生中継で全国各地の達人と対決。表向きには「関西地方担当のリポーター」という位置付けながら、桑原が登場する中継には、「征平の朝からナニ言うてまんねん」（1994 - 1997年度金曜）→「征平のビックリ関西」（1998年度木曜）→「征平の朝からかなわんなぁ〜」（1999年度木曜）→「征平の出てこ〜い!達人」（2000年度木曜）というタイトルが付けられていた。その一方で、1996年・1997年の1月17日には、前述の事情から阪神・淡路大震災関連のリポートも特別に担当していた。
  - 『めざましテレビ』で1998年1月10日に放送された「征平の朝からナニ言うてまんねん」では、地元の西宮神社で催された「十日戎開門神事福男選び」に参加。当時の参加者は30名程度で、全国ネット番組への生中継も珍しかったが、実際には全体の8番目で完走している[51]。

### フリーアナウンサーとして
- 2018年3月まで地上波のテレビ放送事業（現在の朝日放送テレビ）とラジオ放送事業（現在の朝日放送ラジオ）を兼営していた朝日放送（同月4月以降の社名は朝日放送グループホールディングス）では、関西テレビで長らく土曜午前の生放送番組へ出演していた桑原に対して、関西テレビからの退職直後に『おはよう朝日 土曜日です』（テレビの生放送番組）の司会への就任を打診していた[52]。しかし、前述の契約によってテレビ番組への出演が事実上関西テレビに限られていたため、打診の内容を（契約条件になく過去にラジオ大阪で経験のある）ラジオ番組に切り替えたところ快諾。「プロ野球シーズンの3ヶ月限定」という条件ながら、（プロ野球の公式戦がほとんど組まれない）月曜18:30からの1時間番組として、試験的に『粋甘』の放送を開始した[1]。
- ラジオパーソナリティとして出演する生放送番組で直近のニュースや自分の思い出話を語る場合には、放送前日までに予習した内容を基に、放送日の早朝に手書きで原稿を作成。さらに、その原稿を2回推敲してから生放送へ臨んでいる。実際には中学1年時にアルバイトで（関西テレビと関係の深い）「産経新聞」の朝刊を実家の近辺で配達していたものの、当時からの習慣で（同局への在籍中を含めて）もっぱら「朝日新聞」を読み続けているため、上記の番組で直近の時事問題やスポーツの話題を取り上げる場合には、自宅で購読している「朝日新聞」兵庫版（大阪本社発行分）朝刊の記事を原稿作成の参考にすることが多い[53]。ちなみに、桑原は放送で使用した直筆原稿を、放送後もすべて自宅に保管。『粋甘』の第1回から2020年10月1日（木曜日）放送分までの原稿をすべて積み上げると、2 - 3mの高さに達するという。
- 『粋甘』の2010年最後の放送日に当たる12月30日（木曜日）の朝に、ゴミ箱を運ぼうとして自宅の階段から転落。救急車で病院に搬送された末に、腰椎（右第2横突起）の骨折で入院を余儀なくされた。出演予定だった『粋甘』は、前枠番組『ドッキリ!ハッキリ!三代澤康司です』のパーソナリティ・三代澤康司（朝日放送アナウンサー）が、同番組に続いて桑原の代役でメインパーソナリティを担当。それでも桑原は、病室のベッドから、オープニング・エンディングと一部のコーナーに電話で出演した。ちなみに桑原は、年末年始の特別編成をはさんで、2011年最初の放送から『粋甘』に復帰している[54]。
- 『粋甘』では、2008年から2016年、サークルKサンクスとのコラボレーションによるプロデュース商品（2010年までは「桑原征平人生劇場 思い出の○○弁当」、2011年からは「桑原征平の粋甘食堂」）を地域・期間限定で発売していた（桑原征平粋も甘いも#特別企画・特別番組を参照）。2010年に「桑原征平人生劇場完結編 思い出のすきやき弁当」を発売した際には、「番組発のスキヤキソングを作る」と銘打って、スペシャルバンド「桑原征平と粋甘オールスターズ」を結成。枚数限定のCDながら、"歌手デビュー"を果たした。2016年には、『土曜も全開』でも、キンレイとのコラボレーションによる完全受注生産商品「征平・吉弥の土曜も全開!! 牛すき焼うどん」のプロデュースに参加。発売に合わせて作られたキャンペーンソング「あなたと食べたいすき焼きうどん」では（具材の牛肉にちなんで）「ギュウ!」という合いの手、「二人のすき焼き」（いずれも吉弥が歌唱）ではバックコーラスを担った。『粋甘』の放送開始15周年と重なった2018年にも、キンレイとのコラボレーション企画として、「征平のお水のいらない京風あんかけしっぽくうどん」のプロデュースを手掛けている。
- 2013年（平成25年）9月には、宮根の冠番組である『宮根のどないアングル〜どうでもいい!?究極の三択〜』最終回スペシャル（関西テレビで10月1日に放送）の収録で、テレビ番組としては久々に宮根や山本浩之・梅田淳（いずれもフリーアナウンサーで同局の後輩）と共演。エンディングで、「これがおそらくテレビ（番組）最後（の出演）やと思います。もうテレビには出ない」と公言した。収録後には、「（前述の）ABCラジオの番組という『死に場所』を見付けた今は、ホンマに満足の毎日（を送れている）」という真意を明かしたうえで、「（テレビ番組出演の）新たな依頼が来ても、今のままで十分。テレビは引退宣言です」と明言[55]。頭髪が薄くなるなどの「ビジュアル面での衰え」も、「引退宣言」の理由に挙げている。
  - ただし、上記のテレビ引退宣言以降も、主に自身と親交の深い人物に関するテレビ番組へ登場することがある。
    - 『祝番組10周年 人志松本のすべらない話 〜スピンオフ企画 大輔宮川のすべらない話を掘り起こす旅〜』（2014年1月11日、フジテレビ・北海道文化放送、関東・北海道ローカル）[56]：宮川の実父をゲストに迎えた2013年12月16日の『征平・吉弥の土曜も全開!!』で、生放送中のスタジオを宮川がサプライズで訪れた模様を放送。この時の映像は、2014年（平成26年）3月21日発売の同名DVDにも収録されている[57]。
    - 『キャスト』（2014年1月8日・水曜日、朝日放送、関西ローカル）：関西テレビのアナウンサー時代に数々の番組で共演してきたやしきたかじんが同月3日に64歳で逝去したことを受けて、当日の『粋甘』終了後に、第1部（17時台）の追悼企画へ遙洋子と共に特別出演。
    - 『キャスト』（2014年5月5日・月曜日・こどもの日）：朝日放送本社敷地内での公開イベント「ABC感謝祭2014 マイドほたるまち!」のステージ企画として、桑原・小川恵理子・永田まりの出演によるオフエアイベント「桑原征平粋も甘いも マイドほたるまち!スペシャル」が実施されたことから、同番組コーナーキャスター・斎藤真美（同局アナウンサー）のリポートによるステージからの生中継に3人揃って出演。
    - 『必殺仕事人2014』（2014年7月27日放送、朝日放送〈当時〉・テレビ朝日共同制作、全国ネット）：「息子（演：上田剛彦・朝日放送アナウンサー）を『仇討ち屋』に殺された町人」という設定の下に、台詞付きで主人公の東山と共演。『粋甘』を愛聴している森山浩一（当時は同局テレビ制作部ゼネラルプロデューサー）からの指名によって、出演が実現した。ちなみに森山は、後に朝日放送を退職すると、かつて桑原が奉職していた大阪芸術大学放送学科の教授を務めている。
    - 『スーパーニュースANCHOR』（2015年3月20日放送、関西テレビ、関西ローカル）：桂米朝が前日に永眠したことを受けて、「米朝と親交のあった著名人」の1人として、VTRで追悼コメントを寄せた。
    - 『ショーヘイの人生一本勝ち!』（2015年9月19日・26日・10月3日・同月10日放送、関西テレビ、関西ローカル）：桑原と同じ京都市の出身で、名前の読み方も同じ新実彰平（当時は同局のアナウンサー）の冠番組。この番組が2015年10月改編で終了することや、2014年9月まで放送された前身番組に当時のプロデューサー（桑原の同局アナウンサー時代の後輩）が「新実を（桑原に次ぐ）“ショーヘイアナウンサー”として活躍させたい」というニュアンスで『カンテーレ 二代目ショーヘイへの道!』というタイトルを付けたことから、鷲羽山ハイランド（岡山県倉敷市）での最終ロケに“初代ショーヘイ”として出演。本来は9月26日放送分で終了する予定だったが、同日放送分での桑原の提案をきっかけに、放送期間を10月10日まで延長した。新実は後にスポーツアナウンサーや『報道ランナー』シリーズのメインキャスターとして活動していたが、政界への転身を視野に、2024年9月30日付で関西テレビを退職。
    - 『ごきげんライフスタイル よ〜いドン!』（2016年5月26日放送、関西テレビ、関西ローカル）：「となりの人間国宝さん」（VTRロケコーナー）の渡辺橋ロケ中に、朝日放送ラジオの番組への出演を終えて朝日放送本社から出てきた（ロケ時点で71歳の）征平に対して、リポーターの月亭八光が突撃取材を敢行した模様をおよそ3分間放送。「『テレビにはもう出ない』と決めた」と言いつつも、「関テレのおかげで年金が入ってくんねん。ABCよりも力入れろよ!」という表現で、古巣の関西テレビにエールを送った[58]。
    - 『かごニュー』（2017年1月24日放送、鹿児島テレビ、鹿児島ローカル）：関西テレビの同期局員であった鹿児島テレビの荒田社長（前述）からの依頼を受けて、スペシャルコメンテーターとして同曜日の特集コーナー「県民100人に聞いた今週の気になるニュース」へ登場[59]。この時の評判次第で金曜放送分に月1回レギュラー出演することも視野に入れていたが、以降の放送分には出演していない。
    - 『朝生ワイド す・またん!』（2017年3月16日放送、読売テレビ、関西ローカル）：同番組司会の森たけし・気象キャスターの斉藤雪乃が、「七回帰（しちかいき）～す・またん!ベスト7年～」（同月29日にユニバーサルミュージックからリリースのアルバム）のPRを兼ねて前日（3月15日・水曜日）に『ドッキリ!ハッキリ!三代澤康司です』（朝日放送ラジオで『粋甘』の前枠に放送中の生ワイド番組）へ出演した直後に、戸谷公一（元・『粋甘』プロデューサー）の勧めで同番組のオープニングにも登場。森・斉藤に同行していた『す・またん』のスタッフがその模様を撮影した映像を、翌日の『す・またん』で放送した。もっとも、桑原や小川（同日のパートナー）は、放送中に撮影されていることを知らなかったという。
    - 『日本全国福むすび』（福井テレビ、福井ローカル）：長男の達秋が「福むすび隊長」としてレギュラーで出演している番組
      - 2019年6月7日・6月14日放送分：「究極の親子丼作り」を進行していた時期に出演。7日放送分では、「究極の親子丼」が完成し、お世話になった養鶏業（福地鶏）の母娘と窯業（越前焼）の父子に親子丼を食べてもらう場面で、達秋のサプライズゲストとして登場。鶏肉が苦手な征平であるが「究極の親子丼」を美味しそうに食べた。14日放送分では、征平に呼ばれる形で7日放送分収録翌日=5月29日（水曜日）、大阪府堺市でのロケを前に『粋甘』オープニングにて達秋がサプライズゲストとして登場。ラジオ番組では初めての父子共演が実現した。福井県鯖江市出身の小川も、『粋甘』のパートナーとして撮影に立ち会った。
      - 2021年4月3日・4月10日放送分：放送開始5周年記念で宮川大輔をゲストに迎えての越前海岸ロケに、宮川の実父（宮川タロー）と揃ってサプライズ出演。サプライズ出演は自身の提案によるものだが、福井テレビでは当初、『粋甘』の生放送と重なる水曜日に収録を予定していた。しかし、桑原から福井テレビを通じて吉本興業に大輔のスケジュール調整を申し入れた結果、レギュラー番組の生放送や収録がない日曜日に変更。このような経緯で収録したところ、4月3日放送分の視聴率が福井テレビの自社制作番組としては歴代最高（当時）の18.6%に達したため、レギュラー放送の実績がなかった関西テレビでも6月16日（ABCラジオで『粋甘』が放送される水曜日）の早朝（4:29 - 5:25）に2回分限定の遅れ放送へ踏み切った。ちなみに、福井テレビが同年12月に2回分の再放送を福井ローカル向けに実施したところ、20%を上回る視聴率（いずれもビデオリサーチの調査による福井地区の世帯平均視聴率）を記録したという。

    - 『なるみ・岡村の過ぎるTV』（2023年11月27日＝関西ローカル向けの放送日、朝日放送テレビ）:『ナインティナインのオールナイトニッポン』（ニッポン放送）のパーソナリティを29年間にわたって矢部浩之と務めていることを背景に、「関東のラジオスター」に数えられている「岡村」（ナインティナインの岡村隆史）を「関西のラジオスター」が激励する目的で組まれた「レジェンド過ぎる関西ラジオスターコレクション」という企画に、「パワフルご長寿パーソナリティ」と銘打って登場。『粋甘』の放送中（同年10月18日）に収録された映像を中心に、当日のパートナーだった橋詰優子（同局アナウンサー）へのインタビュー映像を交えながら、『粋甘』のパーソナリティを19年にわたって続けられている秘訣を「桑原征平　ラジオ術」としてを紹介していた。
      - 桑原への密着取材は『粋甘』の本番前後にも及んでいたため、本番前の控室を偶然通りかかった『過ぎるTV』ナレーターの藤崎健一郎（橋詰の同僚）や、桑原が本番後に向かった「シレーナ」（『粋甘』で折に触れて紹介している天満駅付近のイタリア料理店）で待ち受けていた「宮川タロー」も取材映像に登場した（「宮川タロー」の放送上の名義は本名の「宮川雅次」）。ちなみに、放送では『粋甘』を例に、「桑原征平　ラジオ術」を以下の順に紹介。
        - （1）手書きの台本を、生放送の前日に準備する。
        - （2）生放送では、スポンサーのCMが流れ終わるたびに、提供クレジットに続いてスポンサー（または代表者）への「お礼」をしっかりと述べる。
        - （3）知人を自分の番組の「スポンサー」に付けることで、番組の寿命を伸ばす。
        - （4）リスナーと交流しながら、放送で話す「ネタ」を集める。
        - （5）活力を付けるために、「常連の店」（シレーナ）でパスタを食べる。
        - （6）放送中には、リスナーの印象に残りそうなトークを心掛ける。
- 『土曜も全開!!』でコンビを組む桂吉弥とは、朝日放送ラジオの他番組でもたびたび共演。2024年（第77回）新聞週間中の10月17日（木曜日）には、中之島会館（朝日新聞の大阪本社が所在している中之島フェスティバルタワー・ウエスト内）で組まれていた「第77回新聞週間『記念の集い』」（同社と日本新聞協会の共催による啓発イベント）に揃って出演した。
  - 吉弥と共にパーソナリティ代理を務めた2014年8月15日（金曜日）の『おはようパーソナリティ道上洋三です』では、当ページでの記述内容を検証する目的で、「徹底検証!桑原征平」という特別企画を放送した。
  - 2015年1月1日放送の新春スーパーワイド第1部『征平・吉弥のお正月も全開!!』のエンディングでは、「重大発表」[60] と称して、戸谷の勧めで前述の「断髪式」を実施することを公表した。
    - 桑原自身は、前述した「ビジュアル面での衰え」や、15歳まで頭を丸刈りにしていたことにちなんで「（日本人の平均寿命より5歳長い）85歳まで丸刈り頭で過ごしたい」という意向を明言[61]。桑原がアナウンサー生活を送るきっかけになった大阪万博初日（1970年3月15日）のちょうど45年後に、万博のメイン会場であったお祭り広場で「ABCラジオ スプリングフェスタ2015」を開催することも相まって、放送と連動しないステージ企画として「公開断髪式」（12:30 - 13:50）が実現した[62]。
    - 「公開断髪式」では、中邨雄二・桂紗綾（いずれも朝日放送アナウンサー）による進行の下で、『粋甘』のアシスタント（小川・永田）、桑原と縁の深い朝日放送ラジオのパーソナリティ（道上・三代澤・柴田博・妹尾和夫）、京都西高校水球部時代の恩師・同級生などが断髪に参加。2万人を超える観衆が、断髪の瞬間を見届けた[62]。

  - 桑原は、フリーアナウンサーへの転身後から、理髪館（株式会社マツモトが大阪府・兵庫県内で展開する理髪店チェーン）の「キャンペーンボーイ」（看板モデル）を務めてきた。中学校時代の同級生で、広告会社を営む山本忠男が、同社の広告を取り扱う縁による。株式会社マツモトでは、断髪式の開催が決まってからも、「理髪館では丸刈りの要望にも対応している」という理由で断髪を容認。そのため桑原は、断髪前の写真を看板に使うことを条件に、断髪後も2018年まで理髪館の「キャンペーンボーイ」を続けていた。
- 年に2回『粋甘』へ出演している西川潔（婦人科医・内科医）の勧めで2013年に血液検査を受けたところ、糖尿病の指標の1つであるヘモグロビンA1cの数値が高いことが判明したため、西川から入院加療を通告された。これを機に、水泳やヨガを続けながら、投薬治療や節制に努めている。このような経緯から、2014年11月以降は、『桑原征平の教えてドクター!糖尿病』（「ABCラジオ糖尿病予防啓発キャンペーン」と連動した同局の期間限定番組）のパーソナリティも担当している。
- 72歳の誕生日だった2016年5月14日（土曜日）には、『征平・吉弥の土曜も全開!!』出演後に、プライベートでの水泳中に急性心筋梗塞を発症。帰宅後にドクターカーで病院へ搬送中に心臓の血栓が見付かったことから、緊急手術・静養を経て、同月25日（水曜日）の『粋甘』でラジオパーソナリティの活動を再開した[63]。桑原によれば、血栓が血管の4分の3を塞いだ状態で搬送されたにもかかわらず、発症から1時間以内に手術を受けたことで一命を取り留めたという[64]。活動再開後には、このような経験を背景に、心筋梗塞に関する講演会で講師を務めることがある。
  - 桑原がレギュラーでパーソナリティを務める生放送番組では、18日（水曜日）の『粋甘』は中邨、19日（木曜日）の同番組は伊藤史隆（いずれも朝日放送のスポーツアナウンサー）、21日の『土曜も全開!!』は関西テレビ時代の後輩・梅田淳（フリーアナウンサー）が桑原の代役を務めた。
- 2018年12月1日（土曜日）には、『征平・吉弥の土曜も全開!!』出演後に、急性肺炎を発症したため病院へ救急搬送。翌週に自宅での静養を求められたため、12月5日（水曜日）・6日（木曜日）の『粋甘』では梅田、8日の『土曜も全開!!』では喜多ゆかり（朝日放送テレビアナウンサー）がパーソナリティ代理を務めている。
- 2020年には、1月の上旬にインフルエンザへ感染。9日（木曜日）の『粋甘』出演中（「征平の、私は忘れない」以降の時間帯）に症状が悪化した。同番組には最後まで出演。症状も同日中に収まったものの、2日後（11日）に放送の『土曜も全開!!』では堀江政生（朝日放送テレビアナウンサー）が、急遽パーソナリティ代理を務めた。ただし、朝日放送ラジオの出社停止措置が適用されたことに伴う休演であったため、オープニングにのみ自宅から電話で出演。前述したように、同月以降に日本国内で新型コロナウイルスへの感染が拡大している影響で、4月18日（土曜日）から5月27日（木曜日）まで自宅からスカイプ（いわゆる「リモート方式」）で『土曜も全開!!』と『粋甘』の全編に出演していた。
  - 2022年には、5月21日（土曜日）に78歳の誕生日を迎えたものの、当日の『土曜も全開!!』と3日前（5月18日）の『粋甘』で自宅からのリモート出演を再び余儀なくされた。同居中の家族が新型コロナウイルスへ感染したことに伴って、自身はPCR検査で陰性が確認されていながら、所轄の保健所から「感染した家族の濃厚接触者」として1週間の自宅待機を求められていたことによる。

### 大学教授として
- 大阪芸術大学の教授時代には、生放送のレギュラー番組がない月曜日・火曜日を中心に、放送学科（当初は芸術計画学科）で話し方の指導や音声キャラクター論などの講義を担当。『粋甘』では年に数回、桑原を客員教授として招聘した相羽秋夫（元・芸術計画学科長、2011年度で定年退職）や、担当するゼミの学生をゲストに招いていた[65]。在任中のゼミ生にななまがりの初瀬悠太・森下直人、（ゼミに所属していなかったが）講義の受講生にミルクボーイの駒場孝がいる。
  - 大学がサンテレビ・KBS京都・テレビ神奈川と共同で制作したテレビドラマ『ブロードキャストASUKA』では、エピソード2（第3話）に「毎朝放送テレビ出身の富田林教授」役で出演していた。
  - 幼少期の交通事故による下半身の麻痺で20年以上にわたって車椅子での日常生活を強いられながら、「前輪お絵かき」（前輪に刷毛を付けた車椅子を走らせながら地面に敷いた紙へ描画する手法）による絵画で東京デザインウィーク100人展（2015年）への出展を果たした画家のヤノガハク（矢野円香）も、在任中の教え子の1人である。ヤノは、在学中から折に触れて、征平の勧めで『粋甘』に出演。卒業後の2016年3月13日に万博記念公園で開かれた「創立65周年 ABCラジオスプリングフェスタ2016」では、『粋甘』が受け持ったステージ企画の一環で、「『前輪お絵かき』によって征平の肖像画を描く」というパフォーマンスを披露した[66]。
  - 70歳を「定年」とみなす学内の規定に沿って、2015年3月31日付で定年退職。同年4月以降は、前月で朝日放送の定年を迎えた和沙哲郎（フリーアナウンサー）が、放送学科の教授へ就任するとともに桑原の講義を引き継いでいる。
- 2015年4月1日付で、種智院大学人文学部社会福祉学科の客員教授に就任。中山寺（兵庫県宝塚市）で毎年2月3日に開かれる「儺（ついな）豆まき式」へ、朝日放送ラジオの番組出演者として過去2回招かれていることから、同大学の学長を兼務する長老の村主康瑞からの勧めで就任が決まった。就任後は、大阪芸術大学の教授時代から一転して、年に数回のペースで集中講義を担当。その一方で、2017年・2019年・2020年・2024年の「儺豆まき式」にも参加している。

### 生前葬の開催（2019年）
- 2019年9月13日（金曜日）にあましんアルカイックホール・オクトで「桑原征平生前葬～甦生（よみがえり）の儀～」を開催した理由は、「これまでの75年の人生に区切りを付けるとともに、身も心も生まれ変わって、（長女・菜穂子の事情から自身の自宅で面倒を見ている）3人の孫が成人するまで『馬車馬』のごとく働くための力を授かりたい」という自身の意向による[67]。しかし実際には、宮川大輔の実父（桑原から「宮川タロー」と呼ばれている京都西高校時代の同級生）から、2018年の末に「関西テレビの出身でありながら朝日放送ラジオで『粋甘』のパーソナリティを始めてから15年目に当たる来年（2019年）に、同番組や『土曜も全開!!』のリスナーから50名ほどを招待するチャリティーイベントを、（関西テレビの本社に隣接する）扇町公園か（朝日放送グループ本社の敷地内にある）ABCリバーデッキで開いてはどうか?」と勧められたことが開催への引き金になったという。
  - 当初の計画では、関西テレビからの協力の下に、「なんでもアリーナ」（本社1階のイベントスペース）で「桑原征平感謝の集い」として開催する予定だった。桑原がこの計画を戸谷へ打ち明けたところ、『粋甘』のプロデューサーから朝日放送ラジオの事業部長へ昇進していた戸谷を中心に、同番組のスタッフが桑原に内緒で計画や開催場所を変更。その結果、参加者から「香典」を受け取る代わりに、指定席のチケットを一律の金額で一般向けに販売する「生前葬」として催すに至った。
- 日本国内のAMラジオ局が有料の公開イベントとして生前葬を開催したことは初めてで、桑原自身や出演番組と縁の深い一般企業や医療機関を中心に、大阪祭典など10の企業・機関がスポンサーに名を連ねた。
- 生前葬には、ABCラジオの番組で桑原とたびたび共演している小川・永田・高野、『粋甘』の初代プロデューサーだった板井昭浩、友人代表の「宮川タロー」が第1部・第2部とも出演。第1部には同局の関係者、第2部には関西テレビの関係者を中心に、以下の人物が「参列」した（◎は開催時点での朝日放送テレビアナウンサー、○は関西テレビアナウンサー時代の同僚）。なお、いずれの人物も喪服や正装で登壇していたが、一般の「参列客」には着用する服装を特に指定していなかった。
  - 第1部（11:30開始）道上洋三[68]◎（「葬儀委員長」でステージ企画の「座談会」にも参加）、伊藤史隆[69]◎（司会）、小山乃里子[70]、桜井一枝（いずれも「座談会」のゲスト）、古吟勲一（スペシャルゲスト）、喜多ゆかり[71]◎（オープニングムービー「速報 桑原征平昇天」のニュースキャスター）
  - 第2部（16:00開始）三代澤康司◎（「葬儀委員長」で「座談会」にも参加）、中邨雄二◎（司会）、桂吉弥[72]、馬場鉄志○、梅田淳[73]○、山本浩之○（いずれも「座談会」のゲスト）、西川きよし[74]（スペシャルゲスト）
    - いずれの部も、大阪祭典が本格的な祭壇（高さ2m・幅8m）をステージ上に設営。八代亜紀が油絵で描いた肖像画（『さらば征平・最後の挑戦!』への出演時に桑原へ贈呈）を、八代の許諾を得たうえで、「遺影」としてロビーに展示した。「宮川タロー」が趣味で作った船や灯台のジオラマ模型も、「（タローにとって）人生最初で最後のジオラマ模型展」という名目で、「遺影」と共にロビーへ並べられた。その一方で、祭壇にはこの「遺影」と別に、くり抜き看板状の「額縁」を設置。白い装束に身を包んだ桑原が、「額縁」から顔を出す格好で鎮座する趣向が施されていた。ただし第2部では、桑原が眠る棺桶の蓋を戸谷などの関係者が閉める演出を施したところ、戸谷の不手際で蓋が桑原の額に当たるというハプニングが生じた。
    - 生前葬の最中には、桑原と縁の深い芸能人（第1部では宮川大輔・八代・川中美幸、第2部では宮川大輔・八代・天童よしみ）から「お悔やみのメッセージ」という名目で寄せられたビデオレターを上映したほか、キダ・タローから寄せられた「弔辞」を司会者が代読。「宮川タロー」が提案していたチャリティー企画も、第1部・第2部の共通企画「遺品ハンマープライス」として実現した。
      - 「遺品ハンマープライス」では、高野と桑原の長男・達秋が、桑原の妻（達秋の実母）に承諾を得たうえで、桑原の自宅を本人に内緒で生前葬の前に訪れた模様を収録した映像をステージで上映（達秋は映像にのみ登場）。収録中に高野が見付けた（桑原にとって思い入れの深い）野球関係のグッズを「遺品」と称して、「参列」した一般客からの挙手と口頭入札による「遺品」のオークションを、高野と司会者の共同進行で上映後に実施した。最も高い入札額の提示によって落札が確定した一般客には、落札料金を（桑原や朝日放送ラジオやスポンサー企業とは無関係の団体へ）寄付することを条件に、桑原のサインを入れた「遺品」の現物が高野から手渡された。ちなみに第2部では、桑原の「遺品」（使われた形跡のないまま屋根裏の部屋に保管されていた特注品のロードバイク）に加えて、「宮川タロー」からの提供品（自作の灯台ジオラマ模型と息子・大輔のサイン色紙）もオークションの対象に入れていた。
- ABCラジオでは、リスナーが「参列」できる指定席チケットの電話予約受付を終日実施していた2019年7月25日（木曜日）に、「桑原征平のABCラジオ1日ジャック」を企画。当日の桑原は、『粋甘』への出演にとどまらず、電話予約の告知を兼ねて他の生ワイド番組（『おはようパーソナリティ道上洋三です』『ドッキリ!ハッキリ!三代澤康司です』『武田和歌子のぴたっと。』『よなよな…』）にも登場した。結局、いずれの部も、同年8月中旬までにチケットが完売。ABCラジオでは「生前葬」の模様を収録したうえで、開催後（同年9月29日＝日曜日）の19:00 - 21:00にダイジェスト番組の生放送を実施した。

### 「桑原征平生誕80年&ABCラジオ降臨20周年スペシャルパーティー『イッツ・征タイム!!』」の開催（2024年）
桑原は、2024年の誕生日（5月14日）で80代に入ってからも、ラジオパーソナリティとして朝日放送（ABC）ラジオで複数の冠番組を担当。さらに、『粋甘』では2024年6月に放送20周年を迎えた。
ABCラジオでは、桑原と『粋甘』が2024年に相次いで「節目」を迎えることを背景に、リスナーが参加できる記念イベントを計画。その結果、「桑原征平生誕80年&ABCラジオ降臨20周年スペシャルパーティー『イッツ・征（ショウ）タイム!!』」と銘打った昼夜2部構成の有料定員制イベントを、同局の本社屋に近いリーガロイヤルホテルで7月5日（金曜日）に開催した。
桑原の80回目の誕生日の翌日（5月15日）が水曜日で、桂紗綾がパートナーを務める『粋甘』の放送日にも当たることから、この日の『粋甘』の本番開始（12:00）と同時にチケットの発売を開始。チケットには1枚ごとに整理番号を入れていて、12:00開始の「昼の部」・18:00開始の「夜の部」とも上限を100席に定めていたが、チケットは発売の開始から数時間で完売。ABCラジオでは客席の間隔を狭めることで総席数を増やしたものの、追加した客席のチケットもすぐに完売している。
実際には「昼の部」「夜の部」とも、ビュッフェ・サービスと記念品を参加者全員に提供したほか、「征平の挑戦」と銘打ったプレゼント抽選会を開催。桑原も、参加者からのリクエスト（写真撮影やハグなど）へ可能な限り応じながら、全ての客席を回っていた。
また、桑原と縁の深いABCテレビアナウンサーの中邨・小寺右子（開催の時点では毎月前半における『粋甘』のパートナー）・桂紗綾が、パーティーの司会を分担。当初は、中邨と小寺が「昼の部」、伊藤史隆と桂紗綾が「夜の部」で務めることが告知されていた。しかし、伊藤がCOVID-19への感染に起因する体調不良で出演を見合わせたため、中邨が「夜の部」の司会（伊藤のポジション）を代行している。また、「昼の部」には桂吉弥、「夜の部」には小川と永田が「ゲスト」で登場。「スペシャルゲスト」と銘打って、高野とサッカー解説者（元プロサッカー選手）の播戸竜二（2020年度の上半期に『土曜も全開!!』で「えらいこっちゃサッカー」と称するJリーグ・サッカー日本代表関連コーナーに出演）を「昼の部」、ABCテレビアナウンサー時代の2021年9月から2023年11月まで『粋甘』のパートナーを小寺と交互に務めていた橋詰優子（2024年4月に退社）を「夜の部」に迎えていた。
なお、ABCラジオでは2024年7月分のタイムテーブルで、「桑原征平　これまでの20年　これからの20年」という特集を組んでいる。さらに、『桑原征平　生誕80年&ABCラジオ20周年「イッツ・征タイム!!」』と称する特別番組を、同月20日（土曜日）の14:00 - 15:45（『土曜も全開!!』の本番後）に生放送。「昼の部」と「夜の部」を、桑原・小寺・桂紗綾によるクロストークとダイジェスト音源で振り返っている。

### 著名人との主な交流・関係
- 「横山パンチ」（横山ノック・青芝フックとの漫才コンビ「漫画トリオ」のメンバー）としての活動を経て、2000年4月まで司会者やタレントとして芸能活動を単独で続けていた上岡龍太郎は、京都西高校での3年先輩に当たる（上岡は第1期生の1人）。自身が在学中の接点は（上岡が卒業後に結成していた漫画トリオから）パンチとフックを招いて校内で開かれた「講演会」を鑑賞しただけであったが、関西テレビのアナウンサー時代に、上岡が『ノックは無用!』の司会陣に名を連ねていた縁で以下のような関係に至った。
  - 『ノックは無用!』は1975年1月から1997年9月まで、毎週土曜日の正午過ぎ（12時台）に関西テレビ本社のスタジオから公開生放送を実施。各界から毎回5組のゲストを招いてのトークコーナーを軸に構成していた。当時の桑原は土曜日の午前中に本社内の別のスタジオで『ハイ!土曜日です』の生放送へ臨んでいたため、『ノックは無用!』に招く予定だったゲストが何らかの事情で出演できなくなった場合に、「ゲストの代役」扱いでトークコーナーへ随時登場。このような事態が相次いだ結果、ノックが参議院議員通常選挙や大阪府知事選挙へ出馬していた期間中に、前述した『ロックは無用!』で上岡の相手役を任されるようになった。さらに、ノックが大阪府知事へ就任してからは、『ノックは無用!』でも司会を一時代行している。
  - 1970年代の後半から1980年代の前半まで司会を務めていた『奥さまリビング』（平日の主に11時台で生放送を実施していた関西ローカル番組）では、1979年度上半期の月曜日に、「二人でお茶を」（全国ネットで人気を博した『パンチDEデート』の高齢者版に当たるコーナー）[76]を半年間放送していた。この番組のプロデューサーだった古吟は当初、「二人でお茶を」を上岡と桑原に進行させることを計画。しかし、上岡が当時多忙だったことを受けて、番組への出演や芸能活動を経験していなかった上岡の妻を桑原のアシスタントに抜擢した。妻がテレビ・ラジオ番組へレギュラーで出演したのは「二人でお茶を」のみだが、実際には主婦業と並行しながら上岡の個人事務所（上岡プロモーション）の社長を務めていて、「上岡の滑舌が衰え始めたタイミングで、本人に芸能界からの引退を進言した」とされている。
  - 横山ノックは参議院議員を4期・大阪府知事を2期務めた後に、2007年5月3日に中咽頭ガンのため75歳で永眠。同年6月7日にリーガロイヤルホテルで執り行われた「横山ノックを天国へ送る会」では、桑原が司会を任されたほか、2000年4月に芸能界から引退していた上岡も「発起人の1人」として出席した。この会では出席者が多数に上ったことから、桑原は司会者として、献杯の挨拶とノックへの弔辞を上岡だけに任せることを打診。上岡も、「横山パンチ」として紹介すること[77]を条件に、桑原からの打診を受け入れた。
    - 上岡は、芸能界を引退してから公の場にほとんど出ないまま、2023年5月19日に81歳で逝去した。それだけに、「横山ノックを天国へ送る会」で披露したノックへの弔辞[77]が演芸・芸能関係者や視聴者へたらした影響は大きく（当該項で一例を詳述）、弔辞を収録した映像や音源は上岡の訃報を伝えるテレビ・ラジオの報道でも頻繁に用いられた。
      - 2023年6月11日に朝日放送テレビで編成された上岡への追悼特別番組『さようなら上岡龍太郎さん』では、「横山ノックを天国へ送る会」を収録した映像のうち、桑原が上岡を「横山パンチさん」として紹介するシーンから上岡が弔辞を締めくくるシーンまでを放送[78]。もっとも、放送された映像には桑原の顔や姿が映っておらず、桑原が上岡を紹介する声だけが流れた。これに対して、桑原は放送から3日後（同月14日）の『粋甘』（14時の前後に編成されていた「特選! 征平の私は忘れない」）で上岡との思い出（前述した京都西高校での講演会や『ノックは無用!』での共演など）を語った際に、前述した追悼特別番組における自身の扱いに言及。「（今の）私は（『上岡との親交がとりわけ深かった著名人』として追悼特別番組の）スタジオに呼ばれるほどの人物ではないけれど、この（追悼特別）番組で（『横山ノックを天国へ送る会』の司会を務めた際の自分の声を流していただけただけでも、上岡さんに）『さよなら』を言えたような気がする」と述べている。
- 成城大学には、出生地が同じ（京都市右京区）で1歳年上の田村正和（2021年4月3日に77歳で永眠）と同じ時期に在学。正和は桑原の1学年先輩に当たるが、在学中に俳優デビューを果たしていたため、桑原が4年生だった1966年度には留年していた。二人には公私とも一切面識がなかったものの、正和が卒業に必要な単位の取得を目的に出席していた国文学の授業へ、桑原がたまたま同席したことがあったという。実際には、正和が桑原から半年遅れて1967年9月に卒業しているため、「桑原征平と田村正和は成城大学の同級生」という風説は事実に反する。
  - 入学直後の教養課程では、中西進による万葉集の講義を受けていた。万葉集を基に元号「令和」を選定したとされている中西も、桑原の入学当時は若手の国文学者で、同大学の教授に就任したばかりであった。
  - 在学中には、水球部の慣例に沿って、成城学園中等部水泳部の監督も務めた。当時指導した学生には、後に新日鐵釜石のラグビー選手として活躍した松尾雄治[79] や、後に俳優を経て三船プロダクションの社長を務めた三船史郎（当時成城学園の近所に住んでいた三船敏郎の長男）がいる。また、成城学園高等学校に在学していた田村亮（正和の実弟に当たる俳優）がプールでの練習をよく見学していた縁で、当時から亮と親しい。
  - 4年時には、水球部での活動と並行しながら、学内体育会のトップ（総務）として学内外で数々のイベントを指揮。当時在学していたミュージシャン（ヴィレッジ・シンガーズ、ザ・ブロードサイド・フォー、森山良子など）を一堂に集めて「成城音楽の集い」というイベントを学外で実施したことや、当時大学の近隣に住んでいた著名人からただ1人浜美枝をボランティアで文化祭に招いたことや、大学OGの岩下志麻が参加した学内のダンスパーティーで「実行委員長」として岩下とのダンスに臨んだこともある。
  - 桑原は、関西テレビのアナウンサーとして出演していた『ハイ!土曜日です』で田村高廣（正和の実兄）をゲストに迎えた際に、高廣から「正和と同じ時期に成城（大学）へ通っていたんだよね?」と水を向けられた。そこで、曖昧な記憶だけを頼りに「正和さんもたぶん私と同じ時期に卒業したと思います」と答えたところ、番組を見ていた正和がCM中に関西テレビの本社へ直々に電話。前述した事実を同番組のスタッフへ打ち明けたうえで、桑原に先の回答を当日の放送中に訂正させるよう申し入れた。桑原は正和の申し入れを受け入れようとしたが、高廣が「アイツ（正和）だって学校（成城大学）へ行っていたかどうか分からないのだから、（桑原と）同級生だっていいじゃねぇか。正和には後で、『（桑原は）訂正しようとしたけれど俺が止めた』と言っておくよ」という言葉で取りなしたという。
- 『おはよう!ナイスデイ』の総合司会を任されてからは、以下の著名人とも親交を深めていた。
  - 野坂昭如が毎週金曜日にスタジオへ出演していた時期（1985年度）には、出演日の早朝に野坂の自宅へ出向くと、社用車によるフジテレビへの移動に同行していた。第二次世界大戦中に桑原の自宅近辺（兵庫県西宮市内）で暮らしていた野坂[80] から「お前（桑原）が（自宅へ）迎えに来なければ（『ナイスデイ』の生放送へ）出ないし、出ても何も喋らない」という悪態をつかれたことがきっかけだったが、同行やスタジオでの共演を重ねるにつれて、私物を特別に贈られるほどにまで親交を深めたという。
  - 現役投手時代の晩年を読売ジャイアンツ（巨人）で過ごした金田正一が『ナイスデイ』の視聴者として桑原の奮闘振りを気に入っていた縁で、出演期間中の1986年には、長男（当時俳優として活躍を始めたばかりの金田賢一）の結婚式の司会を直々に任された。正一は当時日本テレビの野球解説者だったが、「（当時の）賢一のネームバリューでは（テレビで中継されるほど）大きな規模の結婚式を開けないばかりか、招待客が自分と関係のある人々ばかりになってしまうので、せめてちょうど2時間で終わるような式で済ませたい」との理由から、日本テレビや読売新聞とは無縁の桑原に白羽の矢を立てた。桑原は当時、芸能関係者の結婚式であいはら友子（女優）の挙式の司会を務めた程度だったが、賢一の結婚式を滞りなく進行したことで正一夫妻から大いに感謝された。
    - ちなみに、桑原が関西テレビへ入社した1969年に、金田は巨人で現役を引退。奇しくも、現役最後の登板になった阪急ブレーブスとの日本シリーズ第2戦（阪急の本拠地・西宮球場で10月27日に開催）では、関西テレビが中継を担当していた。中途採用で入社したばかりの桑原は、テレビ番組へ顔を出す機会を求めて、中継のスタッフに就くことを志願。金田はこの試合に先発したが、途中で交代を命じられると、試合中にもかかわらず早々に宿舎（兵庫県芦屋市の竹園旅館）へ引き上げた。そこで桑原は、上司の指示に沿って、降板後の金田を直撃取材。その取材で聞き出したコメントが、中継で紹介された。桑原によれば、「この取材が、関西テレビのアナウンサーとして初めて電波に乗った（放送に出た）仕事だった」とされる。正一は桑原と再会した際にその取材を覚えていなかったとのことだが、賢一の結婚式が縁で始まった交流は、正一が86歳で永眠する2019年の正月に年賀状を交わし合うまで続いていたという。

## 現在の出演番組
いずれも朝日放送ラジオの番組。
- 桑原征平粋も甘いも
  - 2018年4月からは「ABCパワフルアフタヌーン」の水・木曜枠に編成されてきたが、木曜枠での放送終了（2021年9月23日）や小川恵理子・永田まりのアシスタント卒業を経て、2021年9月29日から水曜枠での放送に「濃縮」。 「濃縮」後は、小寺右子と橋詰優子→桂紗綾（いずれも朝日放送テレビのアナウンサー）が2週交代でアシスタントを務めている。
- 征平・吉弥の土曜も全開!!
- 桑原征平の快適生活ラジオショッピング!（2015年12月3日 - 、毎週火曜日17:45 - 17:55[81]）
  - 2018年以降は、『土曜も全開!!』への内包分（11時台の後半に放送）を含めて、ライフサポート（「快適生活ラジオショッピング」の運営会社）に勤務する大阪芸術大学教授時代の教え子（女性）が商品のプレゼンター（案内役）として電話で随時出演。

## 過去の出演番組
レギュラーを務めた番組、キャスター・パーソナリティ代理やナレーターとして出演した番組、冠番組として放送された特別番組のみ記述。

### 関西テレビ時代
定期的に出演していた報道・情報番組
- 名称を太字で記した番組は、東京支社への赴任に伴うフジテレビへの出向期間中に担当。

| 期間           | 期間          | 番組名                                  | 放送形態                             | 役職                    | 備考 |
| -------------- | ------------- | --------------------------------------- | ------------------------------------ | ----------------------- | --- |
| 時期不明       | 1982年3月27日 | ハイ!土曜日です                         | 全国ネット                           | 司会→コーナーリポーター | 前述した経緯から、1975年10月以降は「征平の挑戦」（体当たりロケ企画）のリポートを主に担当。 |
| 時期不明       | 1982年3月31日 | 小川宏ショー（フジテレビ）              | 全国ネット                           | 不定期出演              | 『ハイ!土曜日です』と姉妹番組だった縁で出演。 |
| 1982年4月3日   | 1984年3月31日 | DOサタデー                              | 全国ネット                           | 生中継リポーター→司会   | 司会を務めていた柳生博からの紹介で、TBS（当時）制作の全国ネット番組『悪友親友』（平日の帯番組で関西地方では毎日放送で同時ネット）にゲストとして出演したことがあった。 |
| 1984年4月7日   | 1985年3月30日 | モーニングスタジオ・土曜!100%           | 全国ネット                           | 司会                    | 関西テレビにおける編成上の事情で番組の終了が急遽決まったことをきっかけに、フジテレビからの要請を受けて、アナウンス職のまま関西テレビの東京支社からフジテレビへ出向（当該項で詳述）。 |
| 1985年4月1日   | 1987年3月27日 | おはよう!ナイスデイ （フジテレビ）      | 全国ネット                           | 司会兼レポーター        | 「レポーター」はいわゆるフィールドキャスターで、「総合司会」と合わせて須田哲夫（当時の同局アナウンサー）と共同で担当。須田がスタジオへ出演できない日に、司会を単独で務めることもあった。フジテレビでは、1985年8月7日（水曜日）の本番後に『森田一義アワー 笑っていいとも!』の「テレフォンショッキング」へゲスト出演。              |
| 1985年4月1日   | 1987年3月27日 | FNNニュースレポート11:30 （フジテレビ） | 全国ネット                           | キャスター代役          | 当時のメインキャスターは露木茂（フジテレビアナウンサー）で、桑原が出演していた『おはよう!ナイスデイ』でも、同局の報道デスクからニュース速報を伝えることがあった（当該項で詳述） |
| 1987年3月30日  | 1997年3月28日 | アタック600                             | 関西ローカル                         | 平日中継リポーター      | |
| 1987年4月4日   | 1997年3月29日 | 土曜大好き!830                          | 全国ネット                           | 司会                    | |
| 1990年10月11日 | 1994年9月11日 | なんてったって好奇心（フジテレビ）      | 全国ネット                           | 準レギュラー出演        | |
| 1994年4月1日   | 2004年5月11日 | めざましテレビ（フジテレビ）            | 全国ネット                           | 中継リポーター          | フジテレビ系列各局の持ち回りによる制作で当時放送されていた生中継企画のうち、関西地方や徳島県からの中継で初代のリポーターを担当。この企画は、桑原の担当日に限って「桑原の冠コーナー」として放送された（詳細前述）。 |
| 1997年4月5日   | 1998年3月28日 | 土曜ぴーぷる                            | 全国ネット                           | 司会                    | 関西テレビ制作土曜朝のワイドショー枠における自身最後のレギュラー番組。 |
| 2000年7月3日   | 2003年9月26日 | 2時ドキッ!                              | 他のフジテレビ系列局での一部でネット | コーナー進行役          | 当初は「総合司会」を務めることが計画されていたが、放送の開始を告知する記者発表の直前に『アンカーウーマン』を日替わりで迎える方針へ急遽変更されたため、実際には視聴者からFAXで届いたメッセージの紹介役や『じゃんけん忍者』（現金のプレゼントと連動した視聴者との電話によるじゃんけん企画）の『忍者』役で登場するだけにとどまった。 |

（フジテレビへの出向期間を含む）その他の主な出演番組
- ナショナルエレック料理教室
- クイズDEデート（全国ネット時代に司会を担当、番組内で放送されていたMIZUNOのインフォマーシャルにも一時出演）
- 三枝の愛ラブ!爆笑クリニック（初期に放送されたVTRクイズコーナー「悩み求めて三千里」で、「お悩みマン」と称してロケVTRのリポーターを担当）
- たかじん胸いっぱい（やしきたかじんの冠番組で、たかじんの希望から挑戦企画などへ随時出演）
- 大阪国際女子マラソン中継（フジテレビ出向期間中の1986年から5回にわたって出演、司会・沿道からのリポート・優勝選手へのインタビューを担当）
- 震災の街　征平リポート（前述）
- SMAP×SMAP『'97 今夜は大阪から生スペシャル』（1997年10月13日、関西テレビ大阪本社スタジオでの進行役）[82]
- 爆笑寄席（新人時代には前説を担当）
- 土曜イブニング・ショー（栗原玲児の司会で土曜16:00 - 18:00に生放送）
  - アナウンサーとして初めての顔出しレギュラー番組で、中継リポートを担当。
- 上方味くらべ
- ヤングマガジン（はしだのりひことのコンビで司会を担当）
- 4時だぜ!飛び出せ!!わいわいワイド→みんな集まれ!わいわいワイド（1970年10月 - 1973年3月）
  - 「公開放送による日本初の子ども向けワイドショー」として、毎週金曜日→日曜日の（夕方）4時台に放送。番組の観覧や参加を希望する児童を対象に「スタジオ・メイツ」と称する会員制度を設けていたほか、桑原・西川きよし・麻田ルミによる司会で人気があった[83]。
  - 放送上の桑原の肩書は「コントロールセンターの隊長」で、当時タレント活動を始めたばかりの桜井一枝がアシスタントとして参加していたほか、阿部進やキダ・タローがレギュラーで出演。「スタジオ・メイツ」の会員で、成人してから桑原と仕事を共にするようになった著名人に、岡田彰布・桂雀々[84]・花ノ国明宏などがいる。
- 奥さまリビング（司会） - 詳細前述
- ノックは無用!（横山ノックの代役・後任として司会を担当）
- ノンストップゲーム（同上）
- ニュースな夕方（1988年、毎週土曜日の夕方に生放送[85]）
- スポーツパオーン25時!（1991年前後に月に1回のペースで放送、月亭八方と共演）
- 情報調査団 ホントに本当なの!?（火曜日のゴールデンタイムに設けられていたローカルセールス枠で1991年前後に放送、リポーターとしてロケ取材を担当）
- ほんまかいな!（1997年10月 - 1998年3月、『ノックは無用!』の後番組）
- VIVIDたいむ（関西テレビアナウンサー総出演のバラエティ番組、毎週月曜日の午前中に放送）
- ニュースわからんチー（1993年4月 - 1994年9月、池谷幸雄が司会を務めた金曜深夜のニュースバラエティ番組）
- 桑原征平　復興の街（1995年4月 - 1995年9月、毎週金曜日に放送された30分番組）
- 昼あがり!どまんなか
- ニュースJAPAN（定年退職の前日に関西ローカルニュースを特別に担当）
- さらば征平!最後の挑戦

この他にも、関ジャニ∞がデビュー直後にレギュラーを務めていた深夜番組に出演していたことがあった（放送時期・番組名不詳）。

定年退職後も出演を続けていた番組
- ぶっちゃけ!生タマゴン（リポーター）
- 走れ!ガリバーくん →GO!GO!ガリバーくん（ガリバーくん側のナレーター）
  - レギュラー放送の終了後も、2020年3月15日（日曜日）の16:00 - 17:25に放送された復活版『走れ!ガリバーくん2020』で、ガリバーくん側のナレーターを担当。

ラジオ番組
- みんなでみんなでリクエスト バンザイ!歌謡曲（ラジオ大阪、1976年4月 - 1977年3月） - 木曜日担当

以下はニッポン放送が関東ローカル向けに制作した特別番組で、フジテレビ出向期間中の1986年に単独でパーソナリティを担当。
- 桑原征平の歌謡パレードニッポン（7月11日＝金曜日の『おはよう!ナイスデイ』本番終了後に出演）
- 桑原征平デー（8月9日＝土曜日の8:00 - 17:00に生放送）

### フリーアナウンサーへの転身後
テレビ番組
- 征平・宮根のヨソ様の事情→征平・宮根のクチコミぃ!?→みみヨリぃ!?（テレビ大阪、『征平・宮根のクチコミぃ!?』までは宮根誠司と共演）
- 京都!ちゃちゃちゃっ（水曜司会・関西テレビ☆京都チャンネル・KBS京都共同制作、2006年9月まで）
- 桑原征平のおもしろ京都検定（関西テレビ☆京都チャンネル・KBS京都共同制作）
- 鉄道オヤジの行き当たりバッ旅（関西テレビ☆京都チャンネル）
- 夜明けのテレショップ（関西テレビ）
- 映像と証言で綴る昭和の記録（関西テレビ、2008年11月19日放送分）[86]
- アップ&UP!（関西テレビ、2009年4月15日 - 9月30日、水曜日コメンテーター兼「桑原征平のアップ&TRIP!」リポーター）[87]
- 宮根のどないアングル 〜どうでもいい!?究極の三択〜（関西テレビ）

ラジオ番組
- モーニングライダー! 藤川貴央です（ラジオ大阪）
  - 2015年11月16日[88]・31日[89]（いずれも月曜日）の7時台後半に放送された「ザ・スペシャリスト」で、事前収録のインタビューに登場。
- 乾・藤川・玉巻のラブリー・レディオ（2017年3月）
  - 朝日放送（ラジオ）・ラジオ大阪・毎日放送ラジオによるワイドFM本放送開始1周年を記念した3局共同制作番組で、朝日放送ラジオのパーソナリティ代表としてコメントを寄せた[90]。事前収録番組であるため、朝日放送ラジオでは20日（19日深夜）の0:00 - 0:30、ラジオ大阪では21日の23:30 - 翌0:00、毎日放送ラジオでは25日の17:08 - 17:38に放送。
- 次は〜新福島!（毎日放送ラジオ）
  - 2017年10月11日（水曜日）放送分の「ラジオ博愛主義!パイセンがやってきた!」に、「パイセン」（パーソナリティを務める毎日放送アナウンサー・福島暢啓のラジオパーソナリティとしての先輩ゲスト）として生出演。『粋甘』『土曜も全開!!』の熱心なリスナーでもある福島からの依頼をきっかけに、当日の『粋甘』本番後の出演が実現した。
- 杉ひろしの詩（うた）が人生（ラジオ関西、2023年2月19日・2月26日・3月5日、毎週日曜日20:00 - 20:30）
  - 桑原の大ファンを自認している杉ひろし（演歌歌手）の要望を受けてのゲスト出演。

以下はいずれも、朝日放送ラジオの番組。
- 征平・あさおのどす恋ラジオ（2012年4月2日 - 2021年9月22日、毎週水曜日17:00 - 17:10）[91]
- 上方落語をきく会
  - 2012年1月25日（水曜日）の『粋甘』本番終了後に、ABCホールで開かれた第110回・3日目の公演で「日替わり席亭」を担当。公演の生中継にも出演した。
  - 2017年1月21日（土曜日）の『土曜も全開!!』本番終了後には、梅田芸術劇場（シアター・ドラマシティ）での第115回昼公演・夜公演[92] の幕間に朝日放送ラジオのスタジオから放送された「上方落語若手噺家図鑑」（2016年12月開催の「なみ1グランプリ」に出場した若手落語家総出演の特別企画）で、「落語家が絶対売れる方法」というテーマパートの講師を務めた。
  - 2024年3月3日（日曜日）には、「第122回 ABCラジオ上方落語をきく会」（国立文楽劇場）昼の部と夜の部の合間に組まれていた「落語・ザ・ドキュメント～僕の好きな先生～」（朝日放送本社ラジオスタジオからの生放送企画）へ「先生」（上方落語と縁の深いゲスト）の1人として出演した。
- おはようパーソナリティ道上洋三です（前述）
  - 2015年12月21日（月曜日）放送分では、前日に水球男子日本代表がアジア選手権で2016年リオデジャネイロオリンピックへの出場を決めたことを受けて、元・水球選手として「スポーツの話題」（7時台のスポーツコーナー）に急遽電話で出演した。
  - 2020年12月17日（木曜日）には、『粋も甘いも』の本番前（8:00前後）に「ABCラジオ　リスナー大感謝祭」の一環でゲスト出演。前週（同月9日）の『粋も甘いも』では、同じ趣旨で、道上を「征平の1時の一字」（水曜日13時台前半のコーナー）のゲストに迎えていた。
- よなよな…（2014年9月15日・22日、2016年9月26日、2018年10月2日）
  - 「グリコ2段熟カレー手売り対決」（前述）で松竹芸能所属のお笑い芸人と対決する場合に、対戦する芸人（2014年・2016年は森脇健児、2018年はますだおかだ・増田英彦）がパーソナリティを務める曜日（2014・2016年は月曜日、2018年は火曜日）の生放送に、対決のPRを兼ねてサブライズ出演。森脇とは、2014年元日放送の「午年いななきスペシャル」でも10:00頃に舌戦を繰り広げた[93]。
  - 2018年の放送では、増田やアシスタントの塚本麻里衣（朝日放送テレビアナウンサー）と共に、火曜日のレギュラーコーナー「よなよな…夜の相談室」でリスナーの相談役も務めている。
- 桑原征平の教えてドクター!糖尿病（2014年11月および2015年4月、毎週水・木曜17:00 - 17:10）
- 日曜落語 〜なみはや亭〜（2019年8月4日） - スタジオゲスト
- 桑原征平 生前葬〜甦生（よみがえり）の儀〜スペシャル「人生は挑戦!」（2019年9月29日19:00 - 21:00）- 「桑原征平 生前葬」のダイジェスト音源を盛り込んだ生放送の特別番組で、生放送パートには永田・小川も出演。
- 全力投球!!妹尾和夫です。サンデー
  - 2019年の「グリコ熟カレー手売り対決」（『粋も甘いも』の特別企画）の開催日に、当時同番組のアシスタントだった小川・永田と揃って二元生中継で出演。新型コロナウイルス感染拡大の影響で開催を見送った2020年には、「ABCラジオ　リスナー大感謝祭」の最終日（12月20日放送分）に、ゲストとしてスタジオへ登場した。
- 桂りょうばの落語トラベル（2020年7月20日・27日） - 桂りょうば（2代目桂枝雀の長男）やパートナーの河島あみる（河島英五の長女）と親子ぐるみで親交があることを背景に、戸谷からの依頼でゲスト出演。
- 土曜の夜は“共感”ラジオ（2021年11月28日）
  - 山分ネルソン祥興（産婦人科医で「希咲クリニック」の院長）と加藤明子（朝日放送テレビアナウンサー）がパーソナリティを務める事前収録番組。本人曰く「当初迎える予定だったゲストが出演できなくなった」とのことから、「スペシャルゲスト」として収録に急遽参加した。逆に、山分は2024年4月から、月に1回のペースで『土曜も全開!!』に出演。
- 岩本・西森の金曜日のパパたち（2023年3月24日） - 　この日の夜にライトアップ点灯式の司会を任されていた「ねやがわパーク事業～桜と光の舞い～」会場（大阪府寝屋川市の打上川治水緑地）からの生中継で出演[94]。
- 緊急放送! おめでとうタイガース!今夜はおはパソARE虎騒ぎ（2023年9月15日未明）
  - 阪神タイガースが前日（9月14日）に18年振りのセントラル・リーグ優勝を決めたことを受けて、『おはようパーソナリティ』シリーズをベースに急遽編成された生放送の特別番組で、「ゲスト」の1人として自宅から電話で出演。
- ABCラジオホリデースペシャル『ますだおかだ増田　もういっこの土曜日』（2023年9月23日）
  - 当日が「ホリデー」（秋分の日）であったことを踏まえて、『土曜も全開!!』本番後の時間帯（13:00 - 17:40）に編成された特別番組で、ますだおかだの増田英彦（『粋甘』木曜分の放送枠を2023年9月30日から引き継いでいる生ワイド番組『ますだおかだ増田のラジオハンター!』のパーソナリティ）の冠番組として生放送。「宮川タロー」と同席していたカラオケボックスから、2人揃って電話で出演した。
- じいじ桑原征平80歳孫六甲20歳　ふたり足して100歳スペシャル（2024年6月2日）[20]
  - 放送に至るまでの経緯は前述。放送上は、「進行役の鈴木淳史（音楽ライター）から桑原へのインタビューと、鈴木から孫（柿内ロッコウ）へのインタビューを別々に収録した後で、鈴木が桑原と孫を引き合わせた」という音源を中心に構成していた。
- 桑原征平　生誕80年&ABCラジオ20周年「イッツ・征タイム!!」（2024年7月20日）
- Sunstar presents 浦川泰幸の健康道場プラス（2024年10月5日）
  - 浦川泰幸（朝日放送テレビアナウンサー）がパーソナリティを務める収録番組で、2023年4月8日から毎週土曜日の午前中に放送。2024年9月26日まで7時台の前半（7:00 - 7:30）に編成されていた放送枠が、翌週（10月5日）から『土曜も全開!!』の直前（9:30 - 10:00）に移動したことを受けて、枠移動後最初のゲストに招かれていた。逆に、当日の『土曜も全開!!』では、浦川がオープニングパートにゲストで出演。
- 以下は、『新春スーパーワイド』（毎年1月1日に放送される自社制作の長時間生ワイド番組）の第1部（5:00 - 11:00→2018年からは10:00に終了）として放送
  - 元旦早々、粋も甘いも 桑原征平です（2013年）- 『粋甘』からのスピンオフ企画による特別番組
  - 征平・柴田の午年いななきスペシャル〜元旦からやかましくてすみません!〜（2014年）- 柴田博（朝日放送アナウンサー）と共にパーソナリティを担当
  - 征平・吉弥のお正月も全開!!（2015年・2016年）- 『土曜も全開!!』からのスピンオフ企画による特別番組
  - 征平・吉弥の元旦も全開!!（2018年） - 2017年には、午前中に（他局からの遅れネット分を含む）スポンサー付きの収録番組が多い日曜日と重なったため、『新春スーパーワイド』自体を編成せず。芦沢誠（朝日放送テレビアナウンサー）が第1部のパーソナリティを単独で務めた2019年には、第1部の放送中（8時台前半）に電話で出演した。
- 以下はいずれも、2020年度から「ABCラジオ　スペシャルウイーク」の期間中に実施されている「パーソナリティ交流戦」（担当以外の生ワイド番組にゲストで登場する企画）の一環で出演。
  - ドッキリ!ハッキリ!三代澤康司です 水曜日（2020年12月16日・2023年12月6日） - 『粋甘』本番前の10時台後半に「今日のスペッシャル!」へゲスト出演。
  - 感度良好!中野涼子です（2020年12月19日）
    - 「ABCラジオ　リスナー大感謝祭」の一環で、『土曜も全開!!』の本番終了後にゲスト出演。パーソナリティの中野涼子は、当日の同番組で生中継リポーターを特別に務めていた。
    - 桑原にはかねてから、『土曜も全開!!』などの番組で『感度良好!』を取り上げる際に、タイトルを「感度びんびん」と口走る癖がある。この癖が高じて、『感度良好!』では「感度びんびん」をハッシュタグとして使用することを推奨。放送枠が土曜日の午後に編成されていた2023年6月までは、『ABCフレッシュアップベースボール』として阪神のデーゲーム中継が予定されていた日で、当該カードが中止になった場合に放送されるスタジオバージョンを『ABCフレッシュアップベースボール　感度びんびんエディション』と称していた。

  - おはようパーソナリティ小縣裕介です 水曜日（2022年12月7日）
    - 『おはようパーソナリティ道上洋三です』月 - 木曜分の後継番組で、小縣裕介（朝日放送テレビアナウンサー）および生前の実父と同じスイミングクラブ（前述）を利用している縁もあって、『粋甘』の本番前（7時台終盤の「こどもの詩」から8時台前半の「話のダイジェスト」まで）に出演。逆に、当日の『粋甘』には小縣をゲストに招いている。

## 出演作品

### 映画
- 妖女の時代（1988年、東宝） - 警官役[95]

### テレビドラマ
- 柳生一族の陰謀第30話「生きていた影武者」（1979年、関西テレビ / 東映） - 茶店の主人（征兵衛）役で、「佐助役の真田広之を投げ飛ばす」という演技を披露。
- ブロードキャストASUKA　エピソード2（2014年、大阪芸術大学・KBS京都共同制作） - 富田林教授役
- 必殺仕事人2014（2014年、朝日放送〈当時〉・テレビ朝日共同制作） - 町人・杉作役で東山紀之と共演。

### ラジオドラマ
- ABC創立65周年記念連続ラジオドラマ ナデシコですから（2016年7月14日、朝日放送〈当時〉） - 「アメリカから帰国したばかり」という設定のカリスマラジオパーソナリティ・桑名征太郎（くわな しょうたろう）役で出演。

## 広告
テレビ・ラジオCM
- 京都外大西高校（OBとして通信制課程の告知CMに登場、関西ローカル）テレビでは関西テレビ・朝日放送テレビ、ラジオでは朝日放送ラジオで2012年1月から放送。

テレビ
- りんくう・プレミアムアウトレット
- 智頭急行「スーパーはくと」（2011年まで放送）
- 大徳食品「奈良うどん」（主に奈良テレビで放送）
- 株式会社ビグネコーポレーション「異邦人」（2015年8月22日 - 9月6日、テレビ大阪・関西ローカル限定で放送）- 同社運営の靴店「異邦人」に製作を依頼したオーダーメイドによる靴の中敷を愛用していることから、「応援団長」という肩書で新聞広告にも登場。『粋甘』では、テレビCMの開始前から、桑原のアナウンスによる「異邦人」のインフォマーシャル（生CM）を定期的に放送している。
- 公益社団法人 大阪府シルバー人材センター協議会（2020年10月、毎日放送限定） - CMの収録前（同年6月）から新聞広告へ登場

ラジオCM

いずれも朝日放送ラジオ・関西ローカル限定で放送
- 再春館製薬所「痛散湯」- 『粋甘』や『土曜も全開!!』内でも、桑原が「私の命、再春館製薬所の・・痛散湯、痛散湯、痛散湯」と歌ったうえで、効能や服用者の声を紹介する生CMを定期的に放送。
- 江崎グリコ「二段熟カレー」（『粋甘』で「征平の、私は忘れない」を単独で提供していた時期に放送）
- サントリー「セサミン」
- 森井食品・よしこハット
- エスプリライン「スピードラーニング」（2012年1月から放送）
- ホテルニューアワジ（2016年1月から放送）
- 株式会社テイル「お好み焼・鉄板焼 きん太」 - 桑原が金原章悦社長（京都西高校の後輩）の結婚式で司会を務めたり、同社が「きん太」名義で『粋甘』12時台の「ABCニュース」のスポンサーに付いたりする縁で、2016年3月最終週からCMを順次放送。当初放送されたバージョンには、金原との掛け合いが収められていた。
- キンレイ - 『征平・吉弥の土曜も全開!!』とのコラボレーション商品のCMで桂吉弥と共演した後に、2021年3月から「お水のいらないラーメン」シリーズのCMへ単独で出演。
- 株式会社エルムズクリエイト（2021年11月 - ）- 同社が運営する「ゴ～ゴ～お片付け」（生前・遺品整理などを含めた家財整理サービス）のCMに出演。当初は朝日放送ラジオ限定で放送されていたが、2024年6月の時点では、静岡県内の民放ラジオ局で流れている。
- ヒアリングアート（2024年7月 - ） - 大阪府豊中市に本店を構えるオーダーメイドの補聴器専門店。桑原が出演番組のスタッフからの勧めで2023年に補聴器の製作を依頼した縁で、ラジオCMへの出演が実現した。ちなみに、『粋甘』では2024年5月8日から、「聞こえてエンジョイ　ヒヤリングアート」（代表取締役の園原裕將が補聴器選びのポイントや製作の仕組みなどを解説するコーナー）を月に1回のペースで放送中。

以下の医療機関については、院長が桑原の「かかりつけ医」に当たることから、朝日放送ラジオへのCM出稿開始を機に出演。
- 小田歯科（兵庫県西宮市、2019年 - ）
  - 院長の小田泰史が出演する特別番組『噛むcome健康ライフ』（2020年1月に特別番組として放送→同年4月から期間限定コーナーとして『粋甘』の水曜分へ随時内包）にも桑原が登場する一方で、「桑原征平 生前葬」ではスポンサーにいち早く名乗りを上げた。ちなみに小田は、県内に本拠地を置いていたオリックスブルーウェーブでプロ野球選手時代の前半を過ごしたイチローや、INAC神戸（なでしこリーグ→WEリーグ）に所属した経験のある女子サッカー選手（川澄奈穂美など）の「かかりつけ医」でもある。
  - 前述した『じいじ桑原征平80歳孫六甲20歳　ふたり足して100歳スペシャル』でもスポンサーに付いていたため、放送に際しては、小田泰史がリモート方式で出演するパートが本編と別に収録されていた。
- 松原眼科クリニック（神戸市東灘区、2020年 - ）
  - 桑原が「生前葬」の直前に白内障の手術を受けた縁で、2020年2月から『粋甘』（水曜日）の13時台で放送されるコーナーのスポンサーに名を連ねる。当初は桑原の名を出しながらも、本人の出演しないCMを流していたが、同年6月放送分のCMから出演。
  - 「ABCラジオまつり2023」（2023年11月12日に万博記念公園）では、桑原が一部のステージ企画に出演する一方で、「デジタル配信ステージ」（特設サイト向けの動画配信と連動させたステージ）内の3部構成イベントとして「粋甘健康EXPO2023」を実施。第1部（10:05 - 10:25）では、桑原・小寺に松原眼科クリニック院長の松原令（さとし）を交えてのトークショーを開催するとともに、トークショーの動画をライブで配信していた。なお、第2部（11:40 - 12:00）では、桑原と小田による対談（朝日放送グループの本社内で事前収録）の動画を配信。第3部（13:25 - 13:40）では、ヒアリングアートの園原と桑原による対談（同社で事前に収録）の動画を流した。

2008年から2015年までは、『粋甘』でサークルKサンクスとのコラボレーション商品（前述）を地域・期間限定で発売するたびに、桑原の声・歌によるラジオCMを放送していた。
看板・ポスター
- 株式会社マツモト「理髪館」（前述）

## 新聞連載
- サンケイ新聞「桑原征平の東京日記交遊録」（1986年4 - 12月） - 東京本社発行版の夕刊に週1回掲載。南伸坊がイラストを手掛けていた。
- 大阪新聞「桑原征平　東京だより」（1986年4月 - 1987年3月）

以上のコラムはいずれも、関西テレビ東京支社からフジテレビへ出向していた時期に執筆。
- サンケイスポーツ「桑原征平交遊録」（1991年頃の大阪本社発行版に掲載）

## 著書
- ハイ!土曜日です 征平の挑戦（1978年、鶴書房）
  - 2023年6月12日（水曜日）の『桑原征平粋も甘いも』では、初版本10冊を希望するリスナーから抽選で10人に（1人につき1冊）贈呈する特別企画を放送中に実施。当日は「ABCラジオ　交流戦ウィーク」の期間中であったが、本人によれば「自宅での断捨離の最中にたまたま見付かった箱の中に、新品同然で入っていた」とのことで、プレゼントの当選者には直筆のサインを入れたうえで贈っている。
- 生きてるだけで丸もうけ（2005年3月、ぴあ）ISBN 978-4835615332
- 3019桑原征平（2012年9月12日、プラネットバルン）ISBN 978-4990584528

いずれの書籍も、2023年6月の時点で絶版。鶴書房は『ハイ!土曜日です 征平の挑戦』刊行の翌年（1979年）に倒産、朝日放送ラジオ関連の出版事業（2011年における『いつもラジオと一緒 ABCラジオ創立60周年記念CDブック』の製作など）を一時手掛けていたプラネットバルンは『3019桑原征平』刊行の翌年（2013年）に破産していて、本人もこの事実を『桑原征平粋も甘いも』などで公言している。